# Rennrodel-Weltmeisterschaften 2024
Die 52. Rennrodel-Weltmeisterschaften wurden vom 26. bis 28. Januar 2024 auf der Rennschlitten- und Bobbahn im deutschen Altenberg ausgetragen.
Die von der Fédération Internationale de Luge organisierten interkontinentalen Titelkämpfe fanden nach 1996 und 2012 zum dritten Mal auf der sächsischen Bahn statt. Es wurden Wettbewerbe in den Einsitzern für Männer und Frauen, dem Doppelsitzer für Männer und Frauen, der Disziplin der Teamstaffel sowie im Sprint der Einsitzer für Männer, Frauen und Doppelsitzer für Männer und Frauen durchgeführt. Abgesehen von der Teamstaffel und den Sprintwettbewerben wurden die Rennen in jeweils zwei Entscheidungsläufe ausgetragen.

## Vergabe

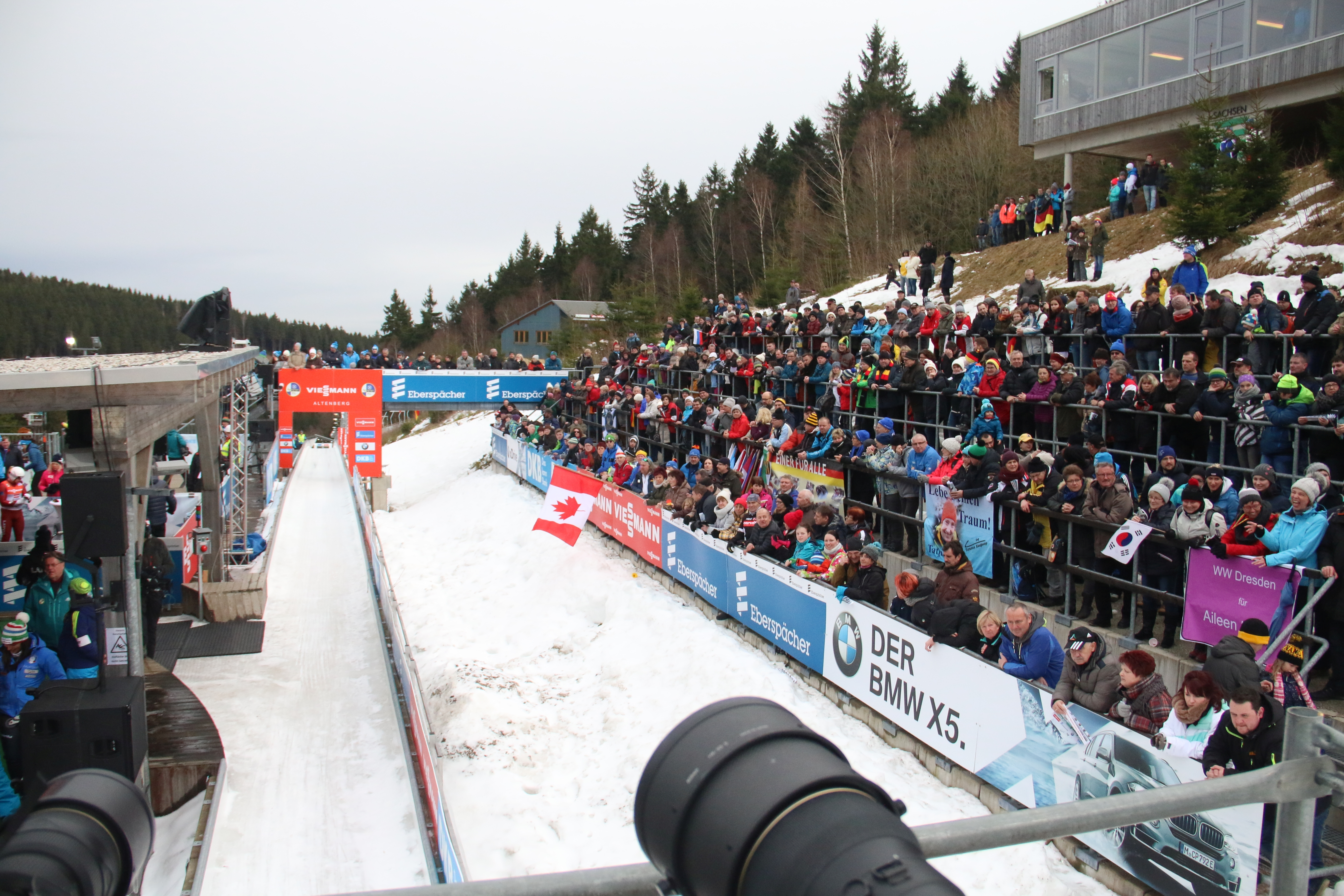
Zielauslauf der Altenberger Bob- und Rennschlittenbahn beim Rennrodel-Weltcup 2016/17

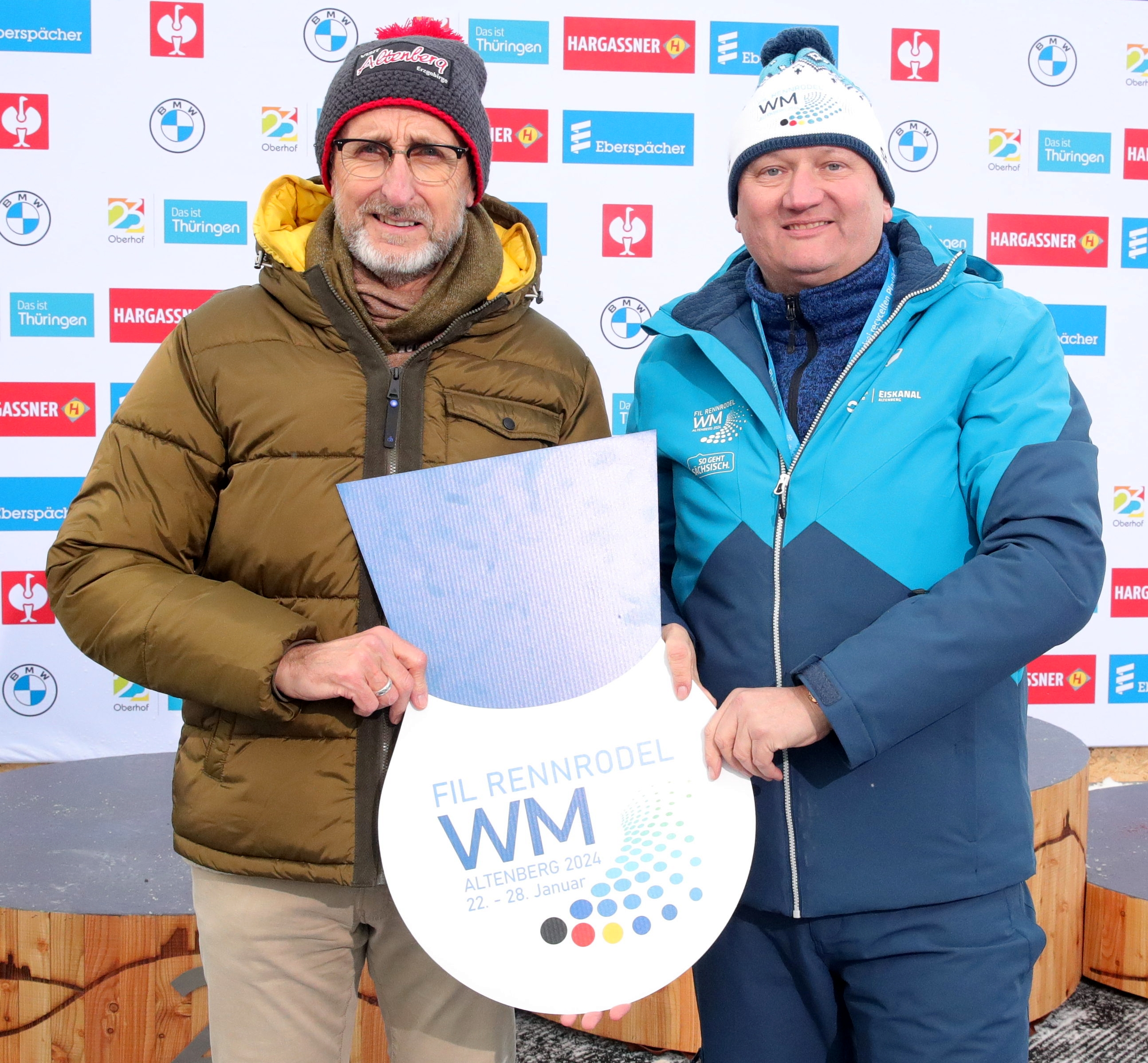
Staffelstabübergabe von Oberhof an Altenberg; im Bild: Armin Schuster und Jens Morgenstern

Altenberg, feste Station im Weltcupkalender des Rennrodelsports, hatte zuletzt mit den Weltmeisterschaften 2012, den Europameisterschaften 2016 und den Junioren-Weltmeisterschaften 2018 große internationale Titelkämpfe im Rennrodeln ausgetragen. Im Bobsport und Skeleton wurden die Weltmeisterschaften 2020 und Weltmeisterschaften 2021 auf der Bahn im sächsischen Erzgebirge durchgeführt. Im Frühjahr 2020 gab Bahnchef Jens Morgenstern bekannt, dass eine Bewerbung für die Rennrodel-Weltmeisterschaften 2024 oder 2025 vorgesehen ist.
Im Rahmen des 68. Jahreskongresses des internationalen Rennrodelverbandes Fédération Internationale de Luge erfolgte am 20. November 2020 die Vergabe der Weltmeisterschaften 2024 an Altenberg. Es gab keinen Gegenkandidaten. Somit sollen nach 2021 (Königssee) und 2023 (Oberhof) zum dritten Mal in Folge Weltmeisterschaften auf einer deutschen Bahn stattfinden.

## Titelverteidiger
Bei den vergangenen Weltmeisterschaften 2023 auf der Rennrodelbahn Oberhof siegten Anna Berreiter im Frauen-Einsitzer, Jonas Müller im Männer-Einsitzer, Jessica Degenhardt und Cheyenne Rosenthal im Frauen-Doppelsitzer sowie Toni Eggert und Sascha Benecken im Männer-Doppelsitzer.

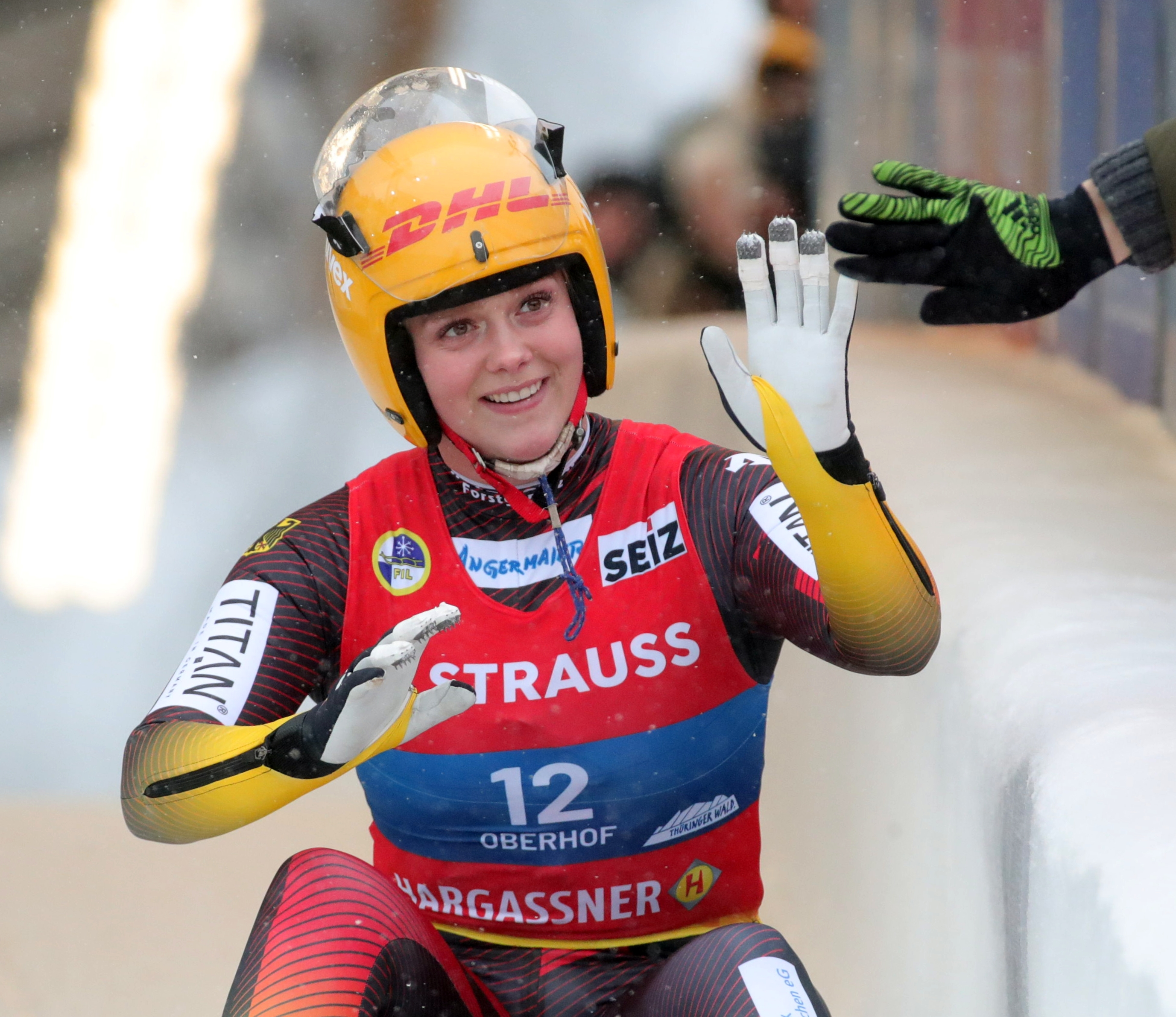
Anna Berreiter
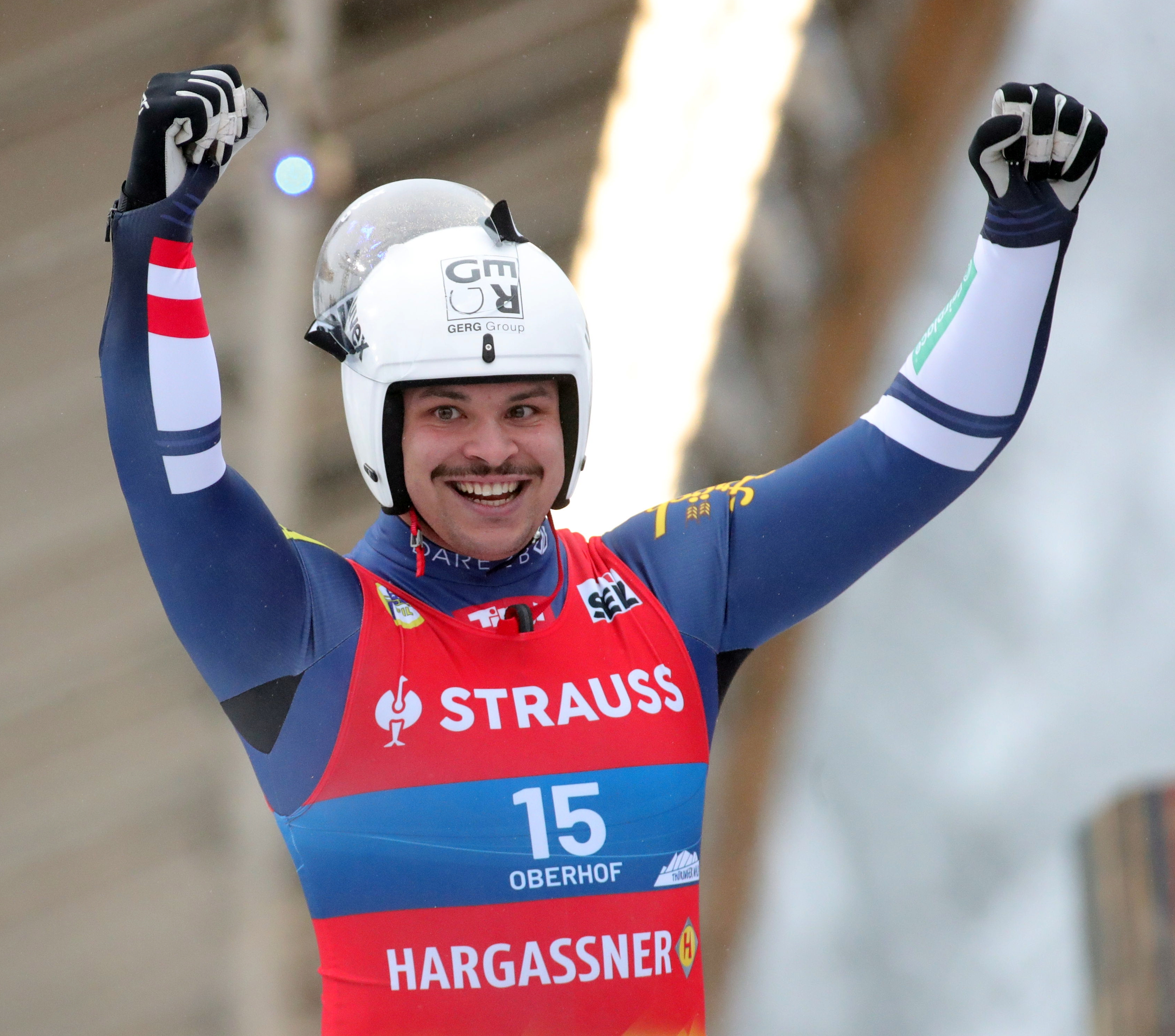
Jonas Müller
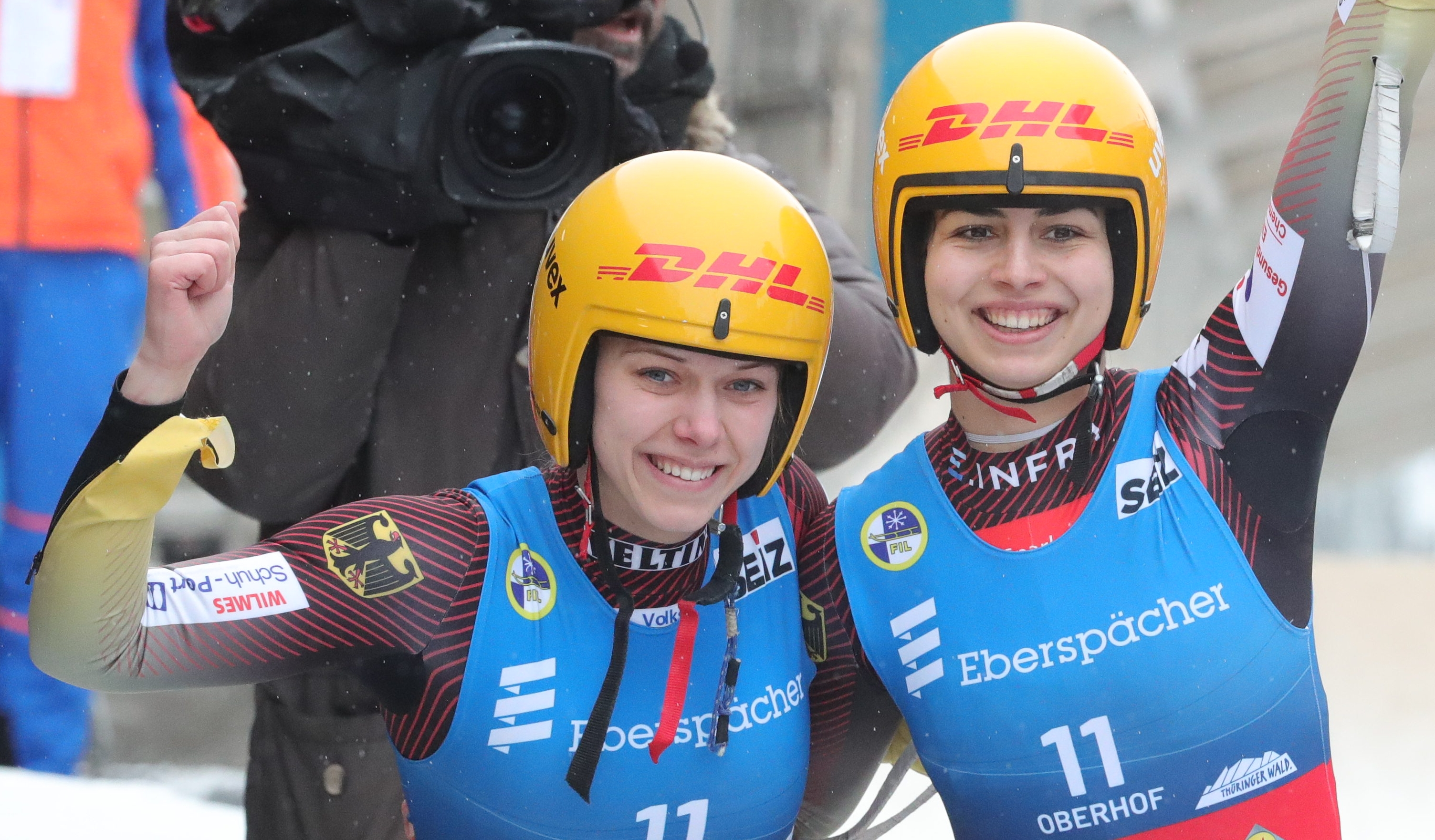
Jessica Degenhardt und Cheyenne Rosenthal
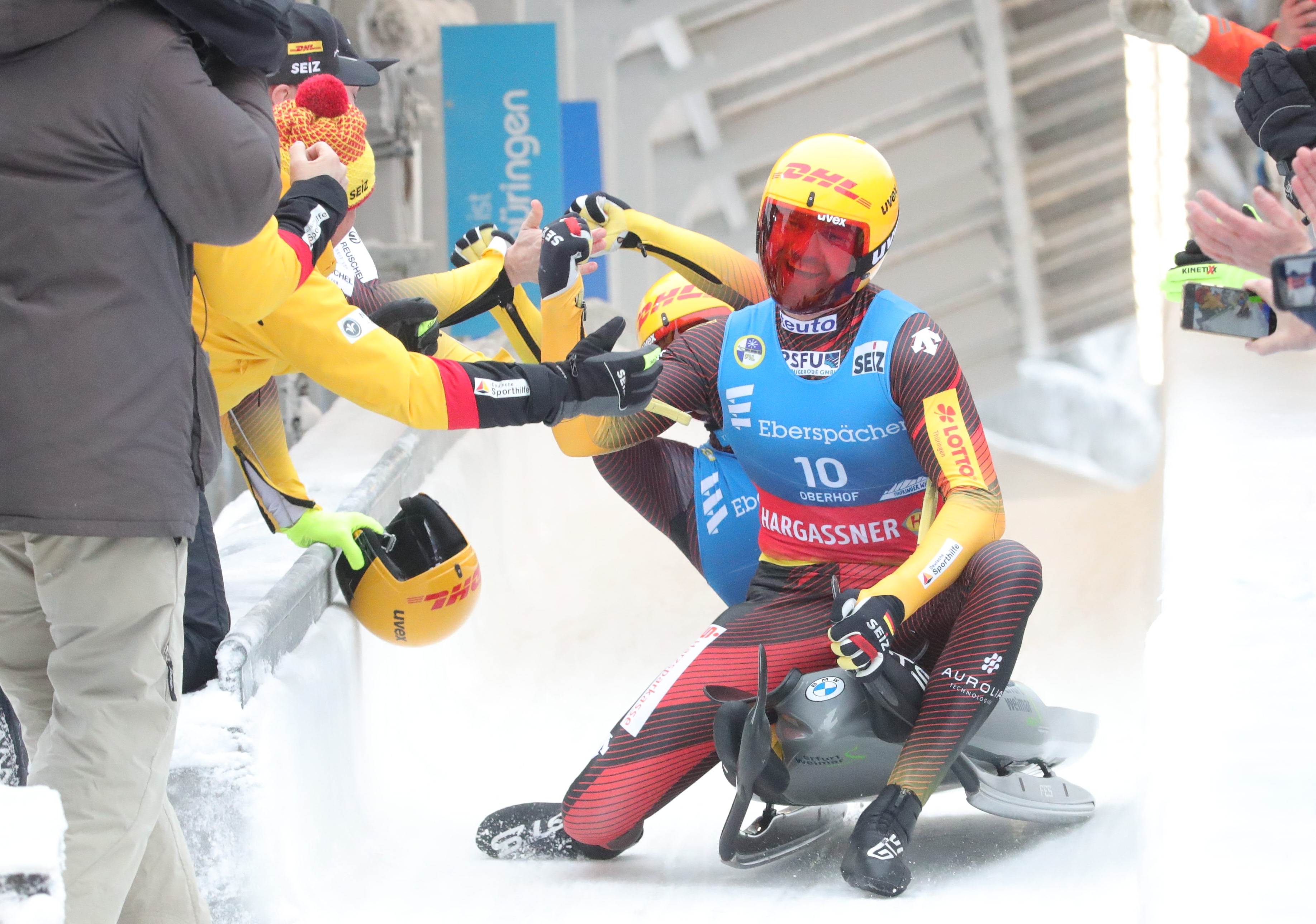
Toni Eggert und Sascha Benecken

In den Sprintwettbewerben siegten bei den vorangegangenen Weltmeisterschaften Dajana Eitberger im Einsitzer der Frauen, Felix Loch im Einsitzer der Männer, Jessica Degenhardt und Cheyenne Rosenthal im Doppelsitzer der Frauen sowie Toni Eggert und Sascha Benecken im Doppelsitzer der Männer.

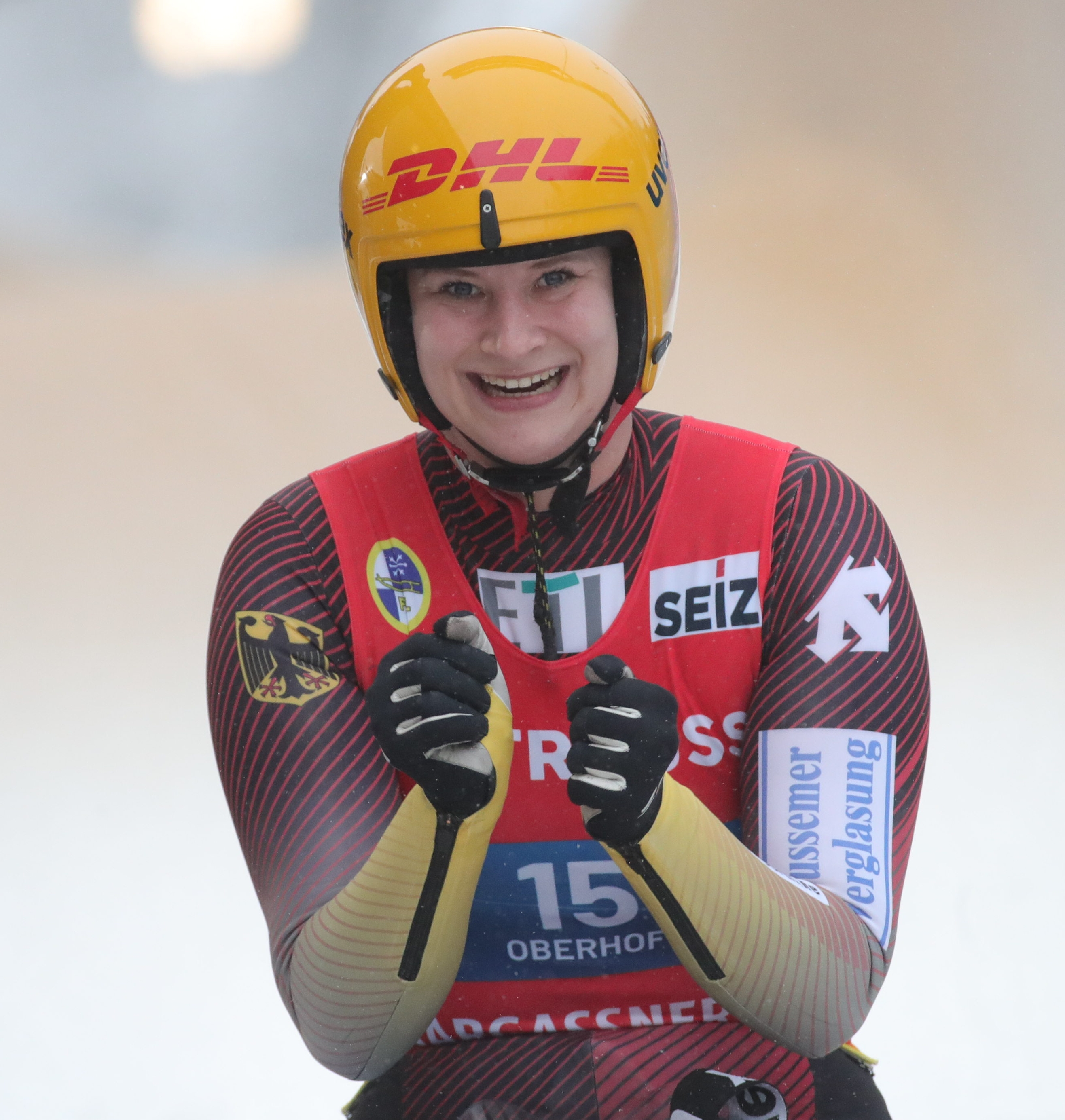
Dajana Eitberger
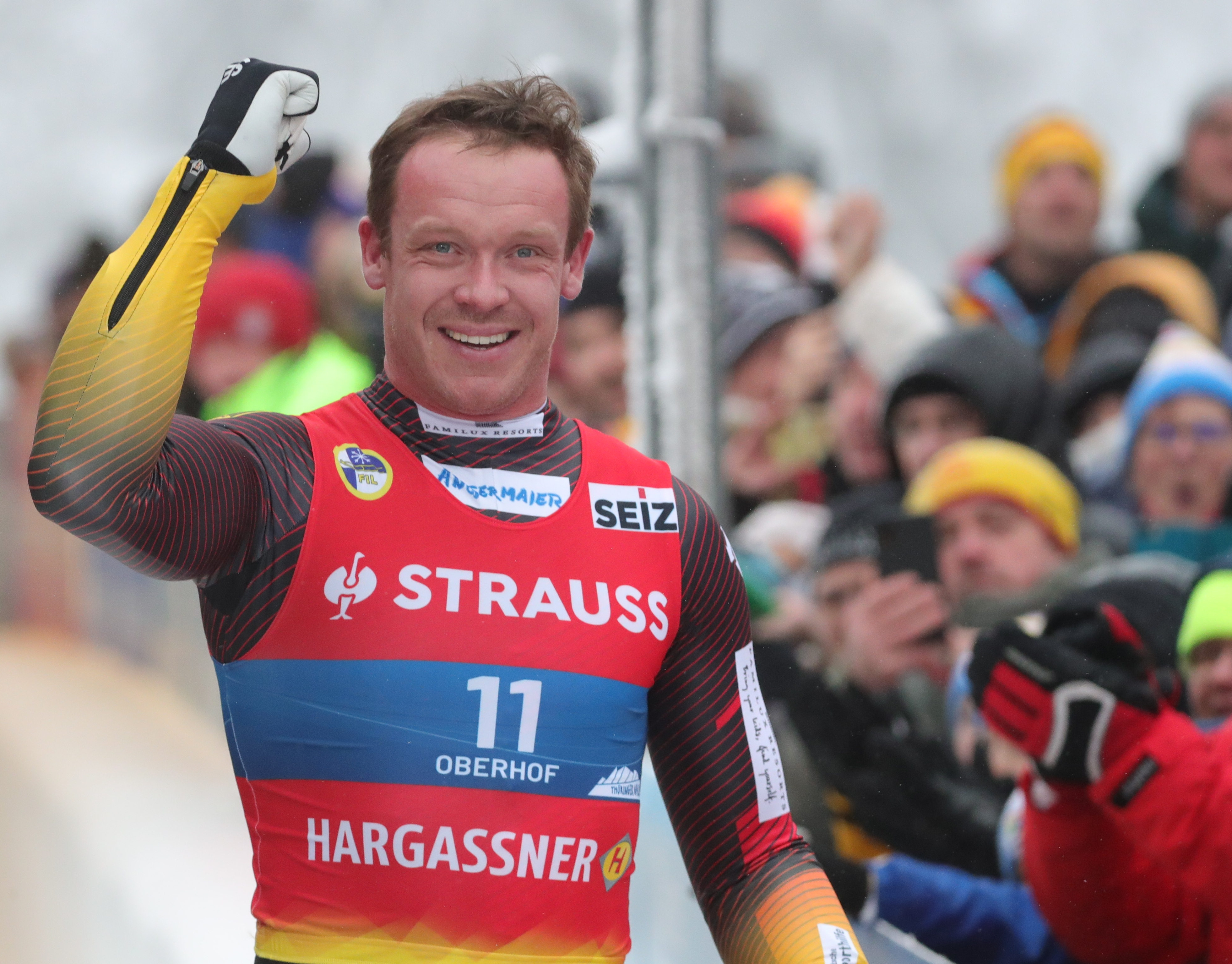
Felix Loch
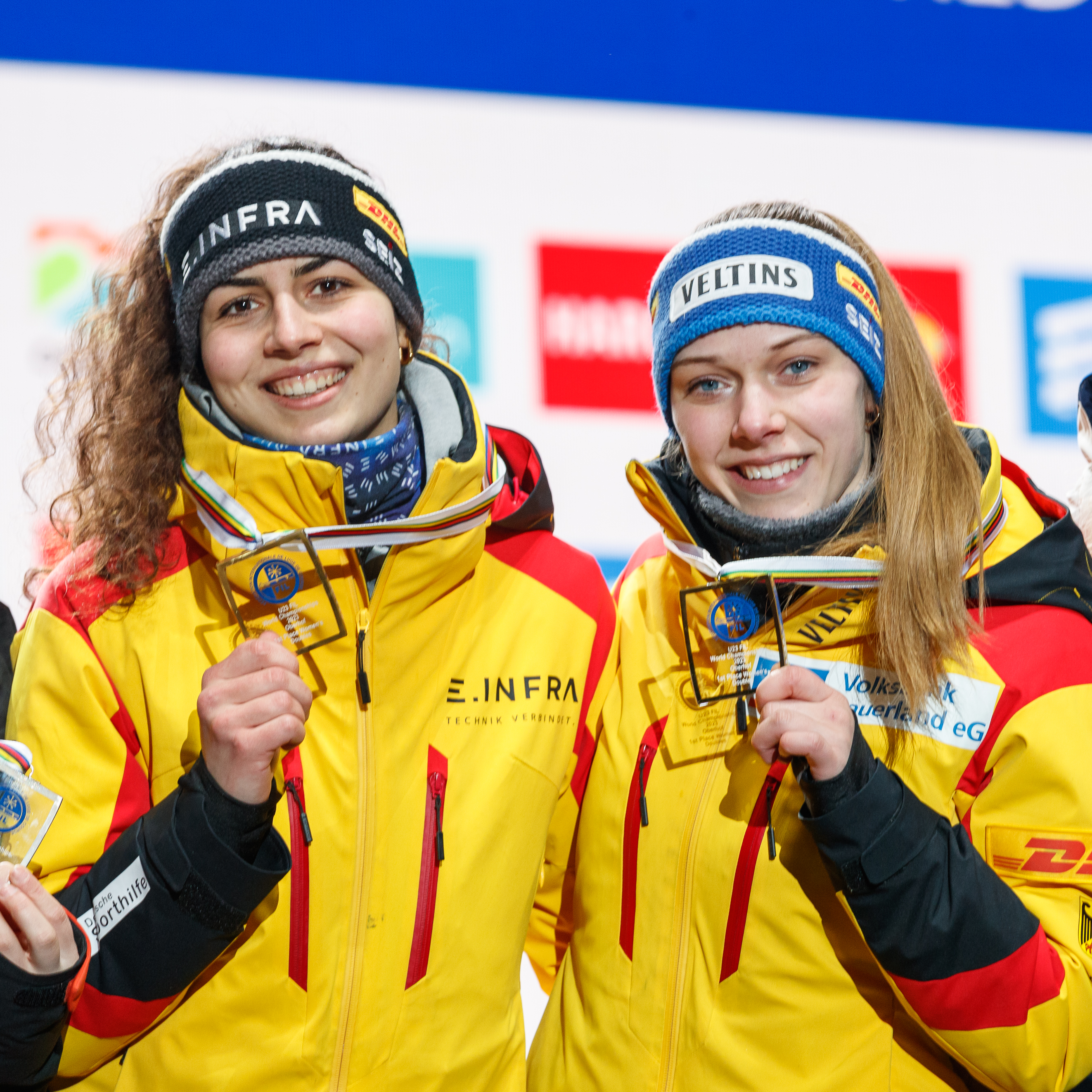
Jessica Degenhardt und Cheyenne Rosenthal
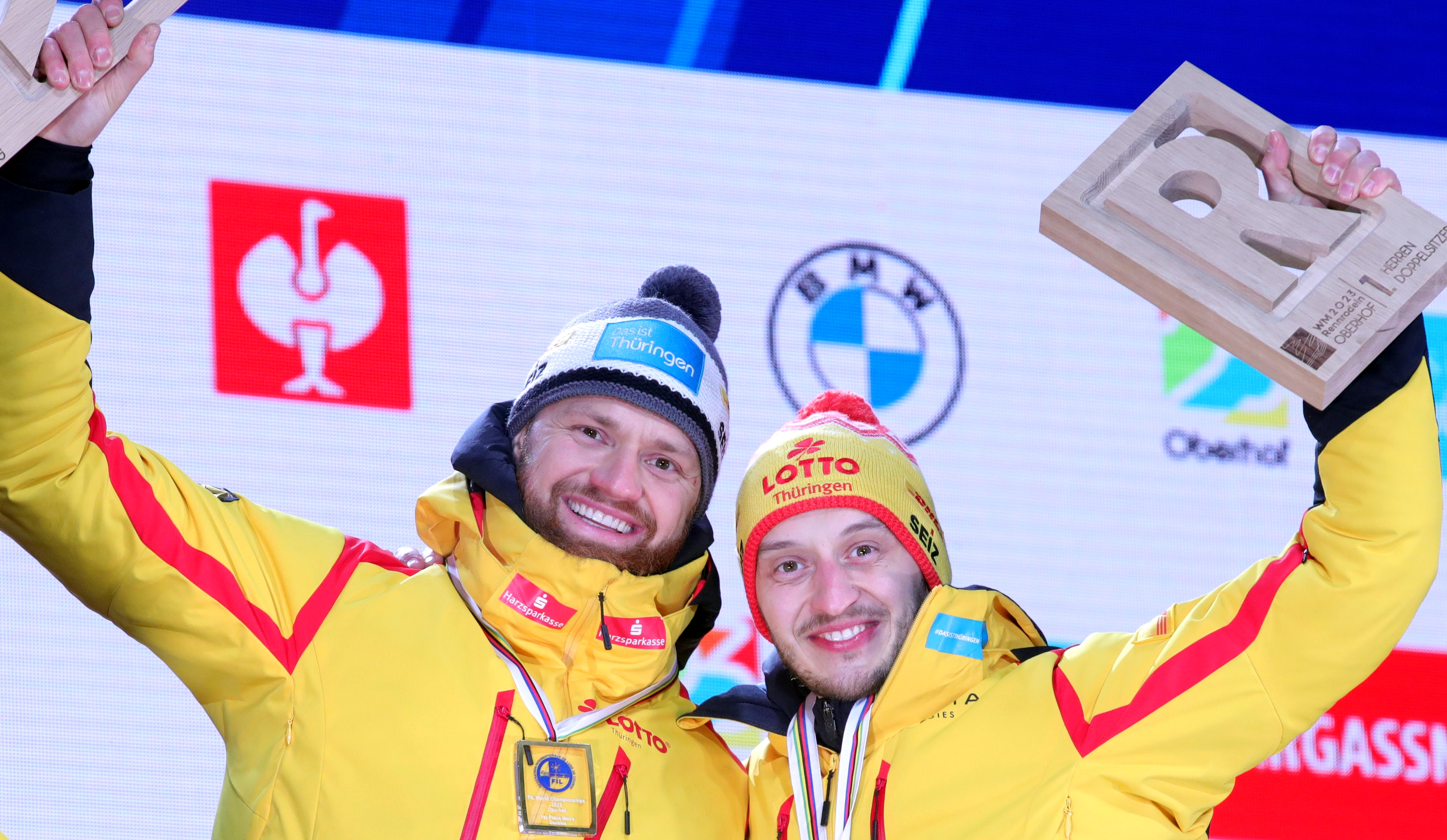
Toni Eggert und Sascha Benecken

Im Teamstaffelwettbewerb siegte Deutschland in der Besetzung Anna Berreiter, Max Langenhan sowie Toni Eggert und Sascha Benecken. Die Teamstaffel wurde bis einschließlich der Saison 2022/23 im Elitebereich mit je einem Einsitzer der Frauen, Einsitzer der Männer und Doppelsitzer der Männer ausgetragen. Seit der Saison 2023/24 ist auch ein Doppelsitzer der Frauen als Bestandteil des Wettbewerbs; dabei wurde auch die Startreihenfolge modifiziert: Es wird nun in der Reihenfolge Einsitzer der Frauen, Doppelsitzer der Männer, Einsitzer der Männer, Doppelsitzer der Frauen gestartet. Starthöhe ist hierbei, wie auch in den Vorjahren, der Doppelsitzerstart.

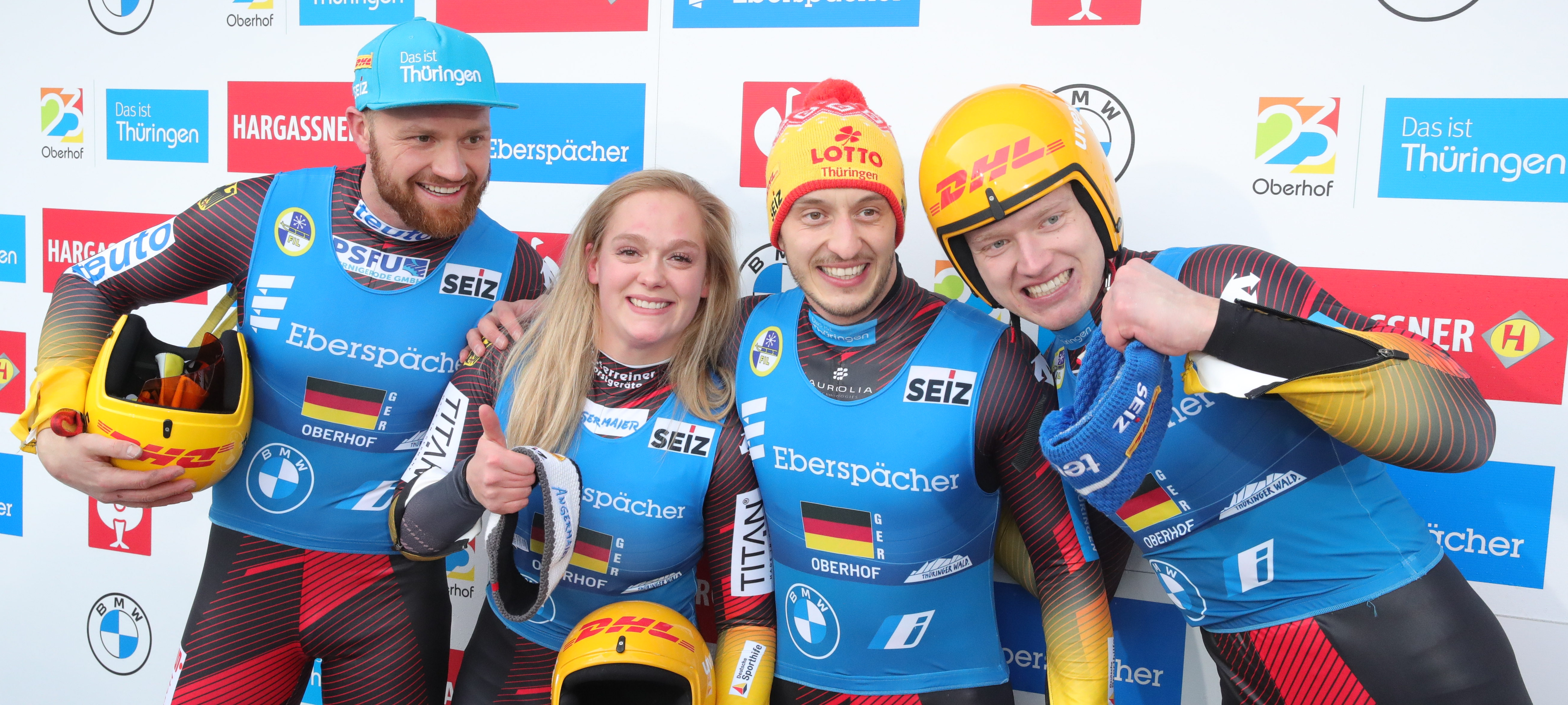
Teamstaffel Deutschland
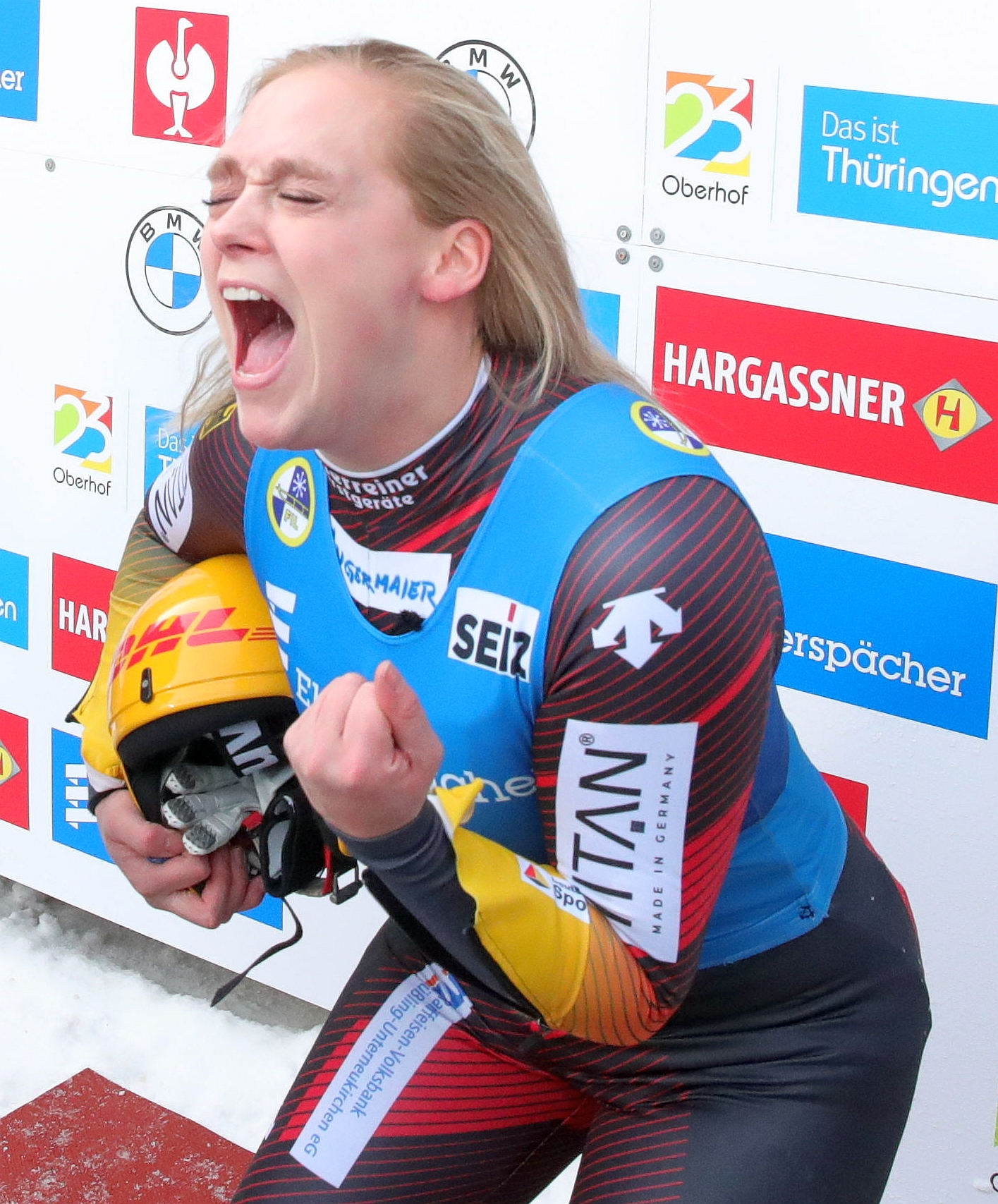
Anna Berreiter
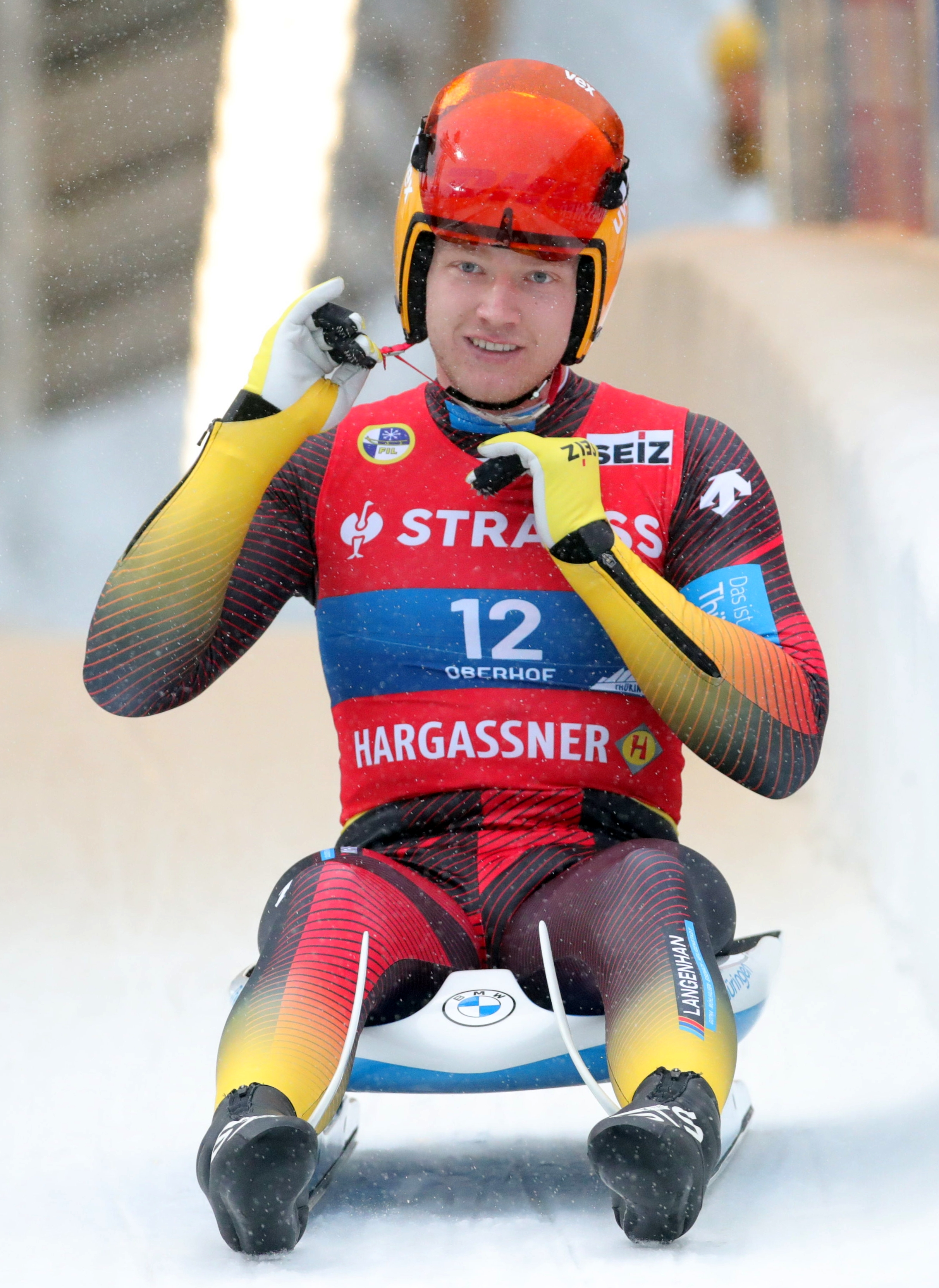
Max Langenhan
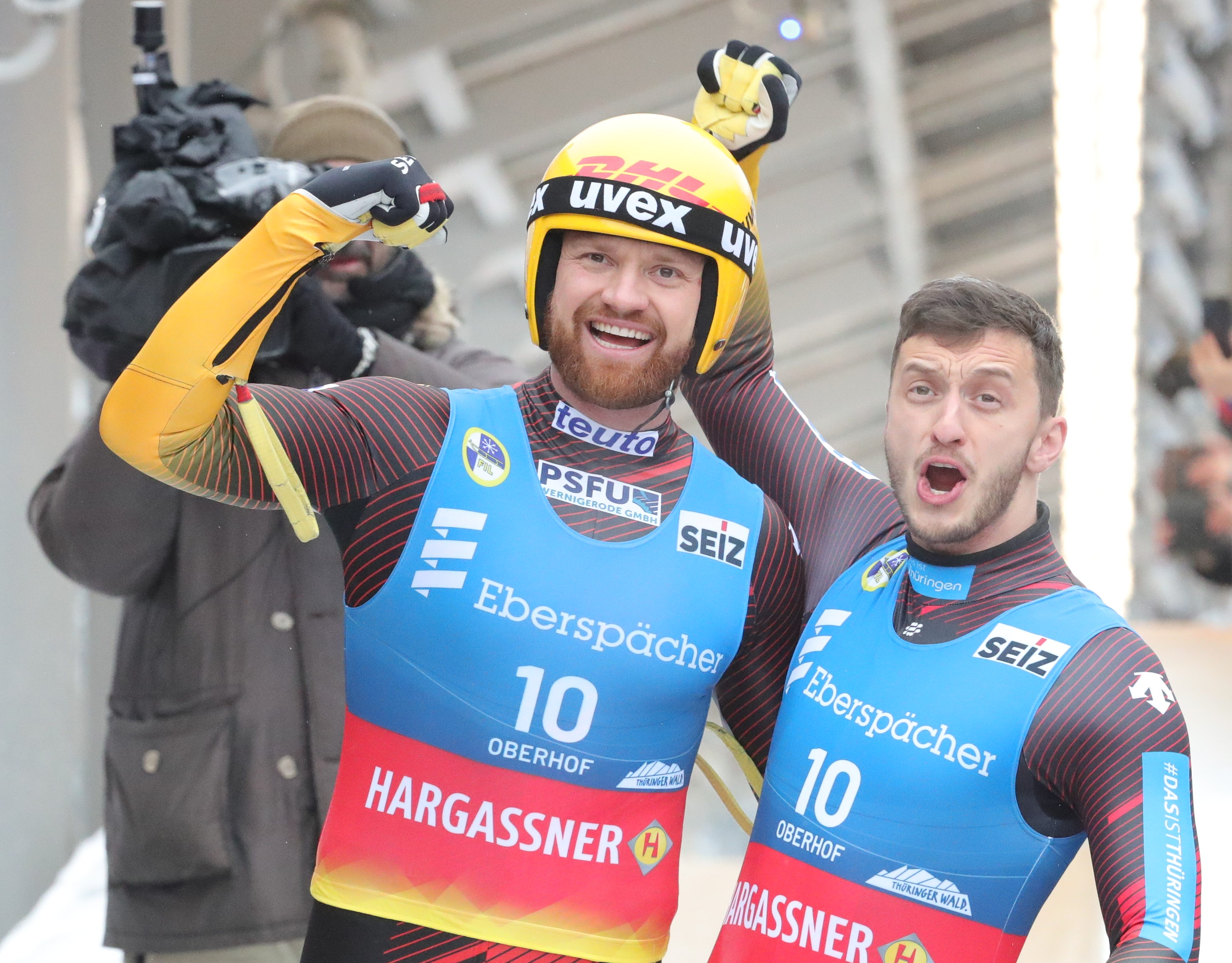
Toni Eggert und Sascha Benecken

## Ergebnisse

### Sprintwertungen

#### Einsitzer der Frauen

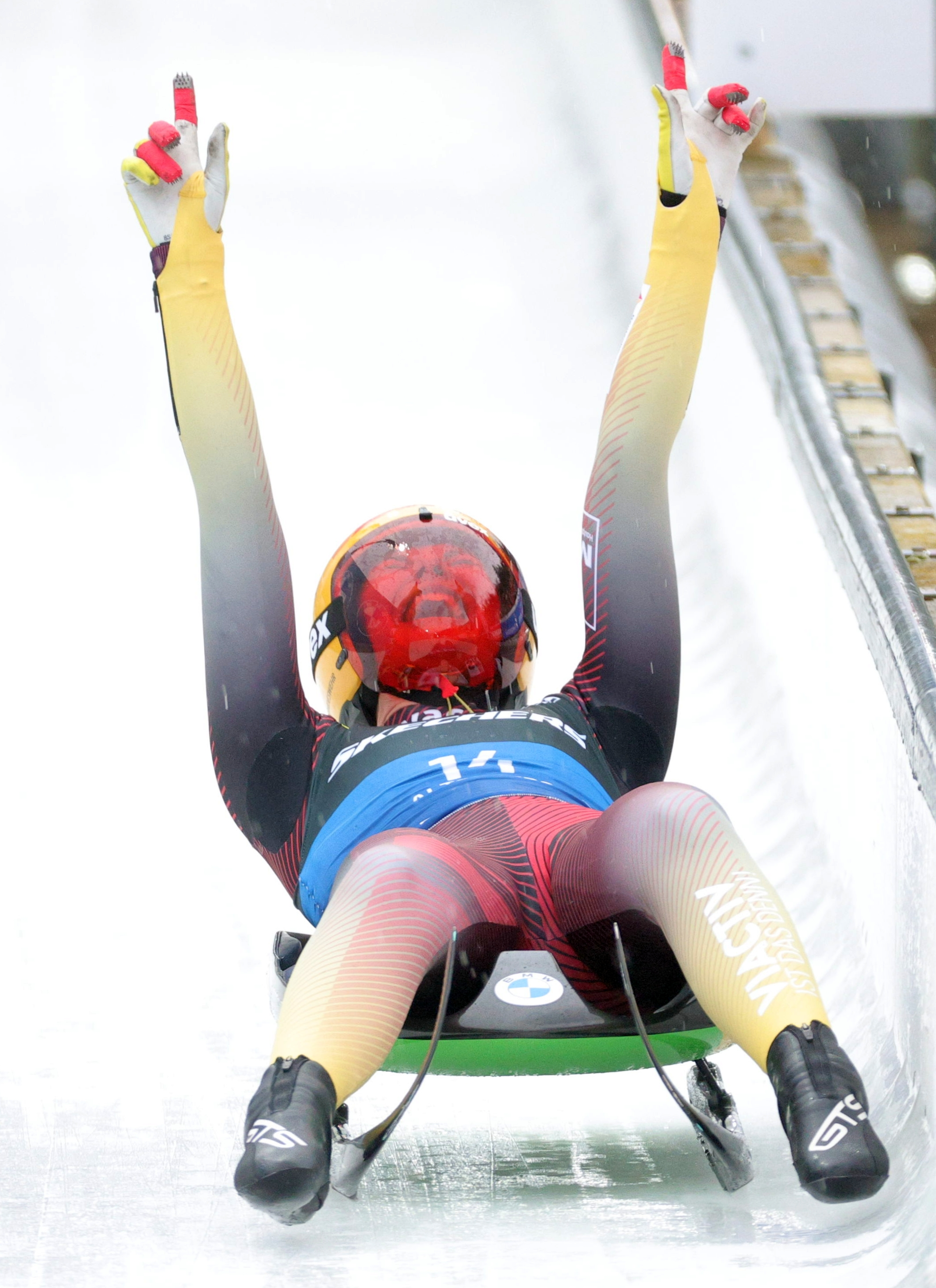
Weltmeisterin Taubitz

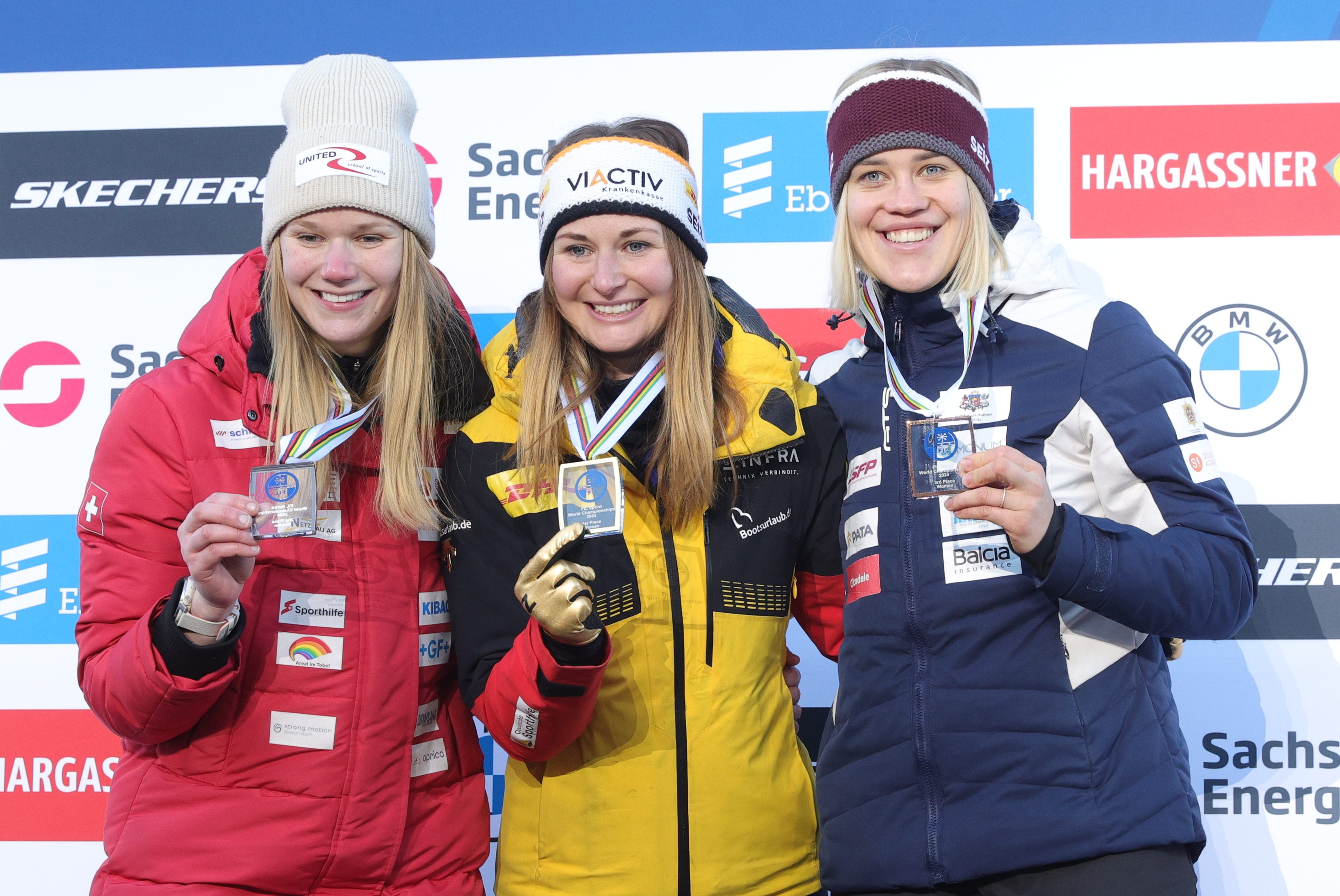
Maag, Taubitz und Vītola

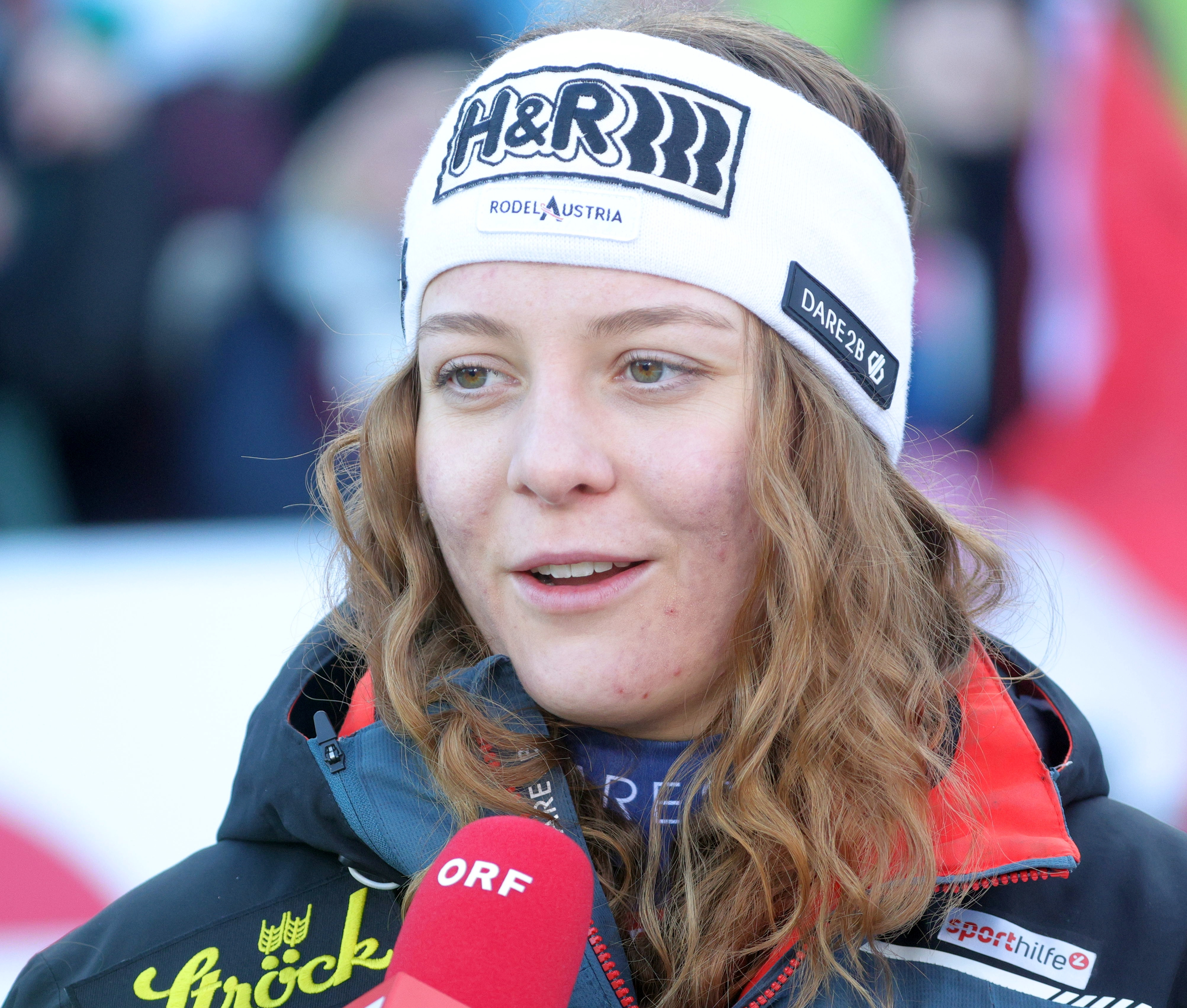
Weltmeisterin Schulte

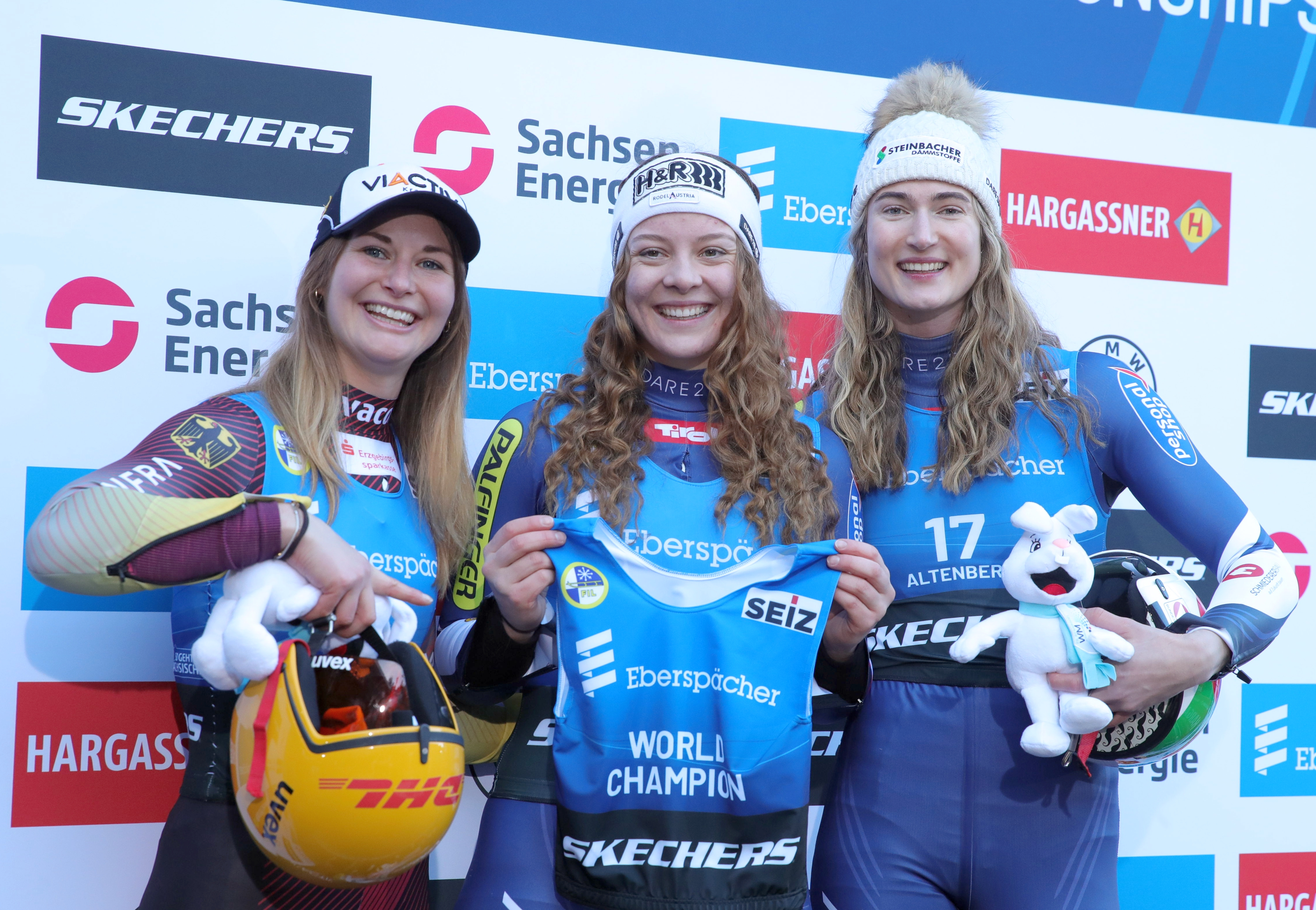
Taubitz, Schulte, Egle

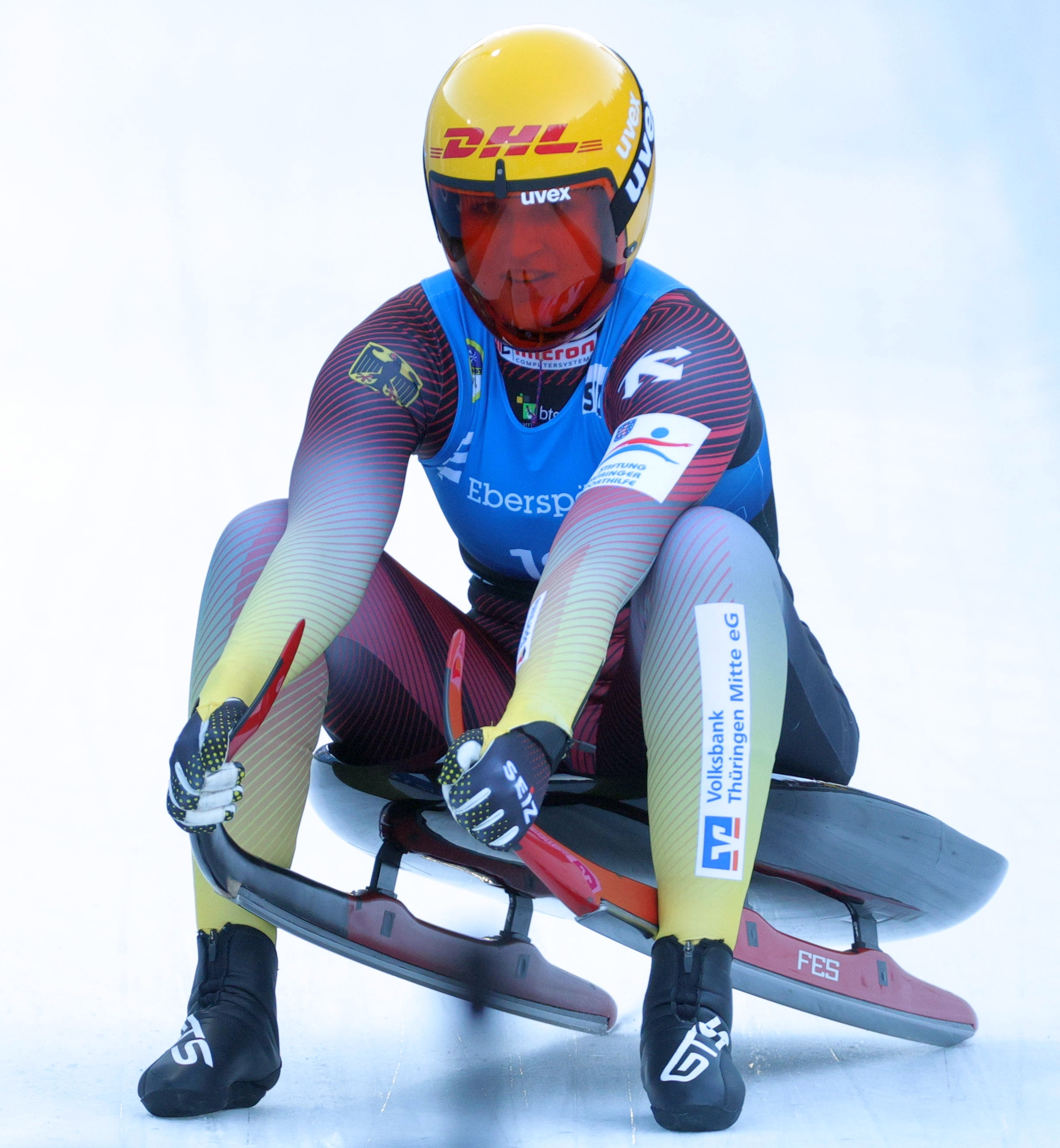
U23-Weltmeisterin Fräbel

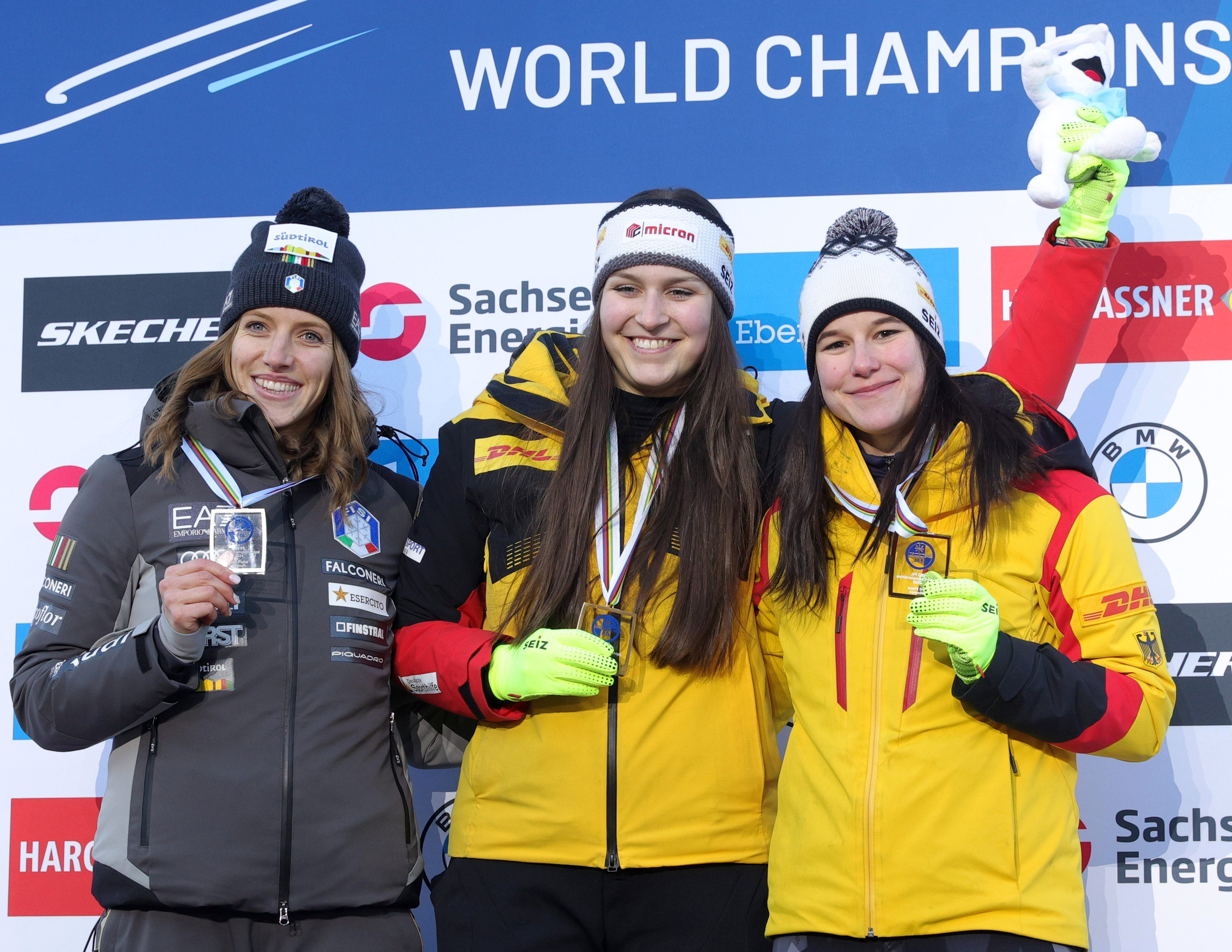
U23-Podium: Hofer, Fräbel, Fischer

| Platz | Sportlerin         | Endzeit  |
| ----- | ------------------ | -------- |
| 01    | Julia Taubitz      | 37,702 s |
| 02    | Natalie Maag       | 37,774 s |
| 03    | Elīna Ieva Vītola  | 37,813 s |
| 04    | Ashley Farquharson | 37,833 s |
| 05    | Kendija Aparjode   | 37,854 s |
| 06    | Sandra Robatscher  | 37,872 s |
| 07    | Merle Fräbel       | 37,918 s |
| 08    | Summer Britcher    | 37,923 s |
| 09    | Madelaine Egle     | 37,934 s |
| 10    | Lisa Schulte       | 37,946 s |
| 11    | Hannah Prock       | 37,953 s |
| 12    | Verena Hofer       | 37,965 s |
| 13    | Anna Berreiter     | 37,970 s |
| 14    | Embyr-Lee Susko    | 38,001 s |
| 15    | Nina Zöggeler      | 38,015 s |

#### Einsitzer der Männer

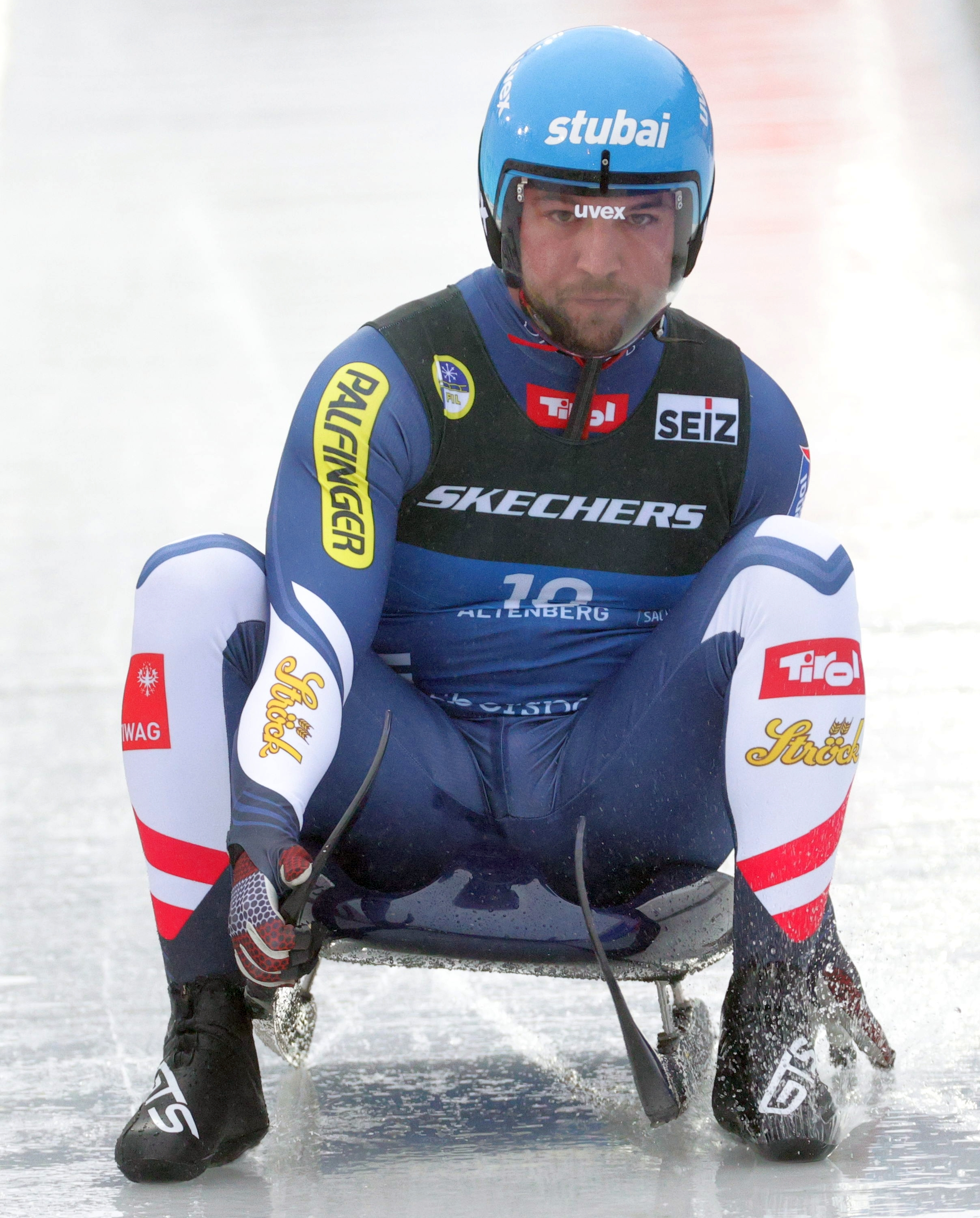
Weltmeister D. Gleirscher

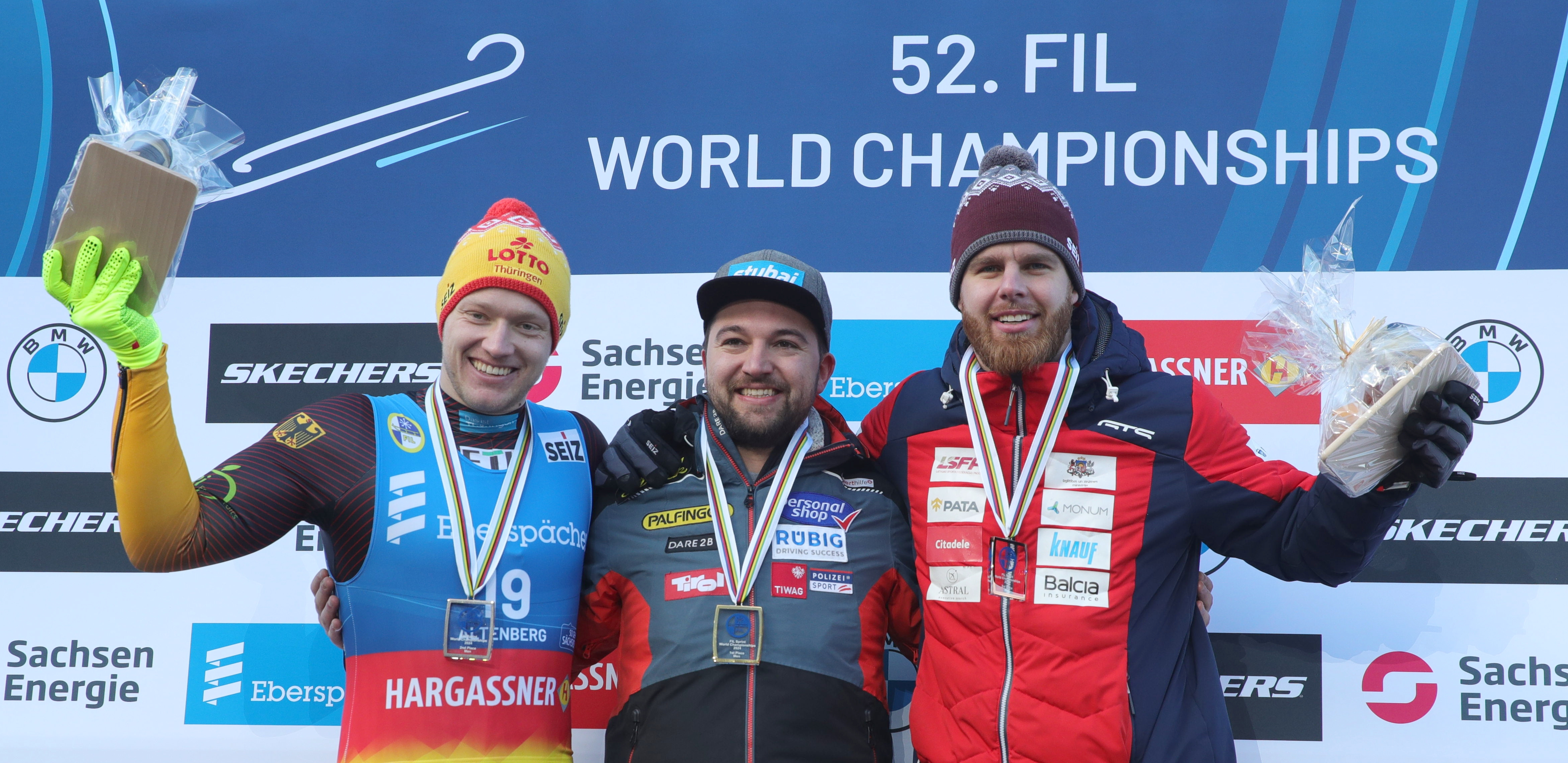
Langenhan, D. Gleirscher und Aparjods

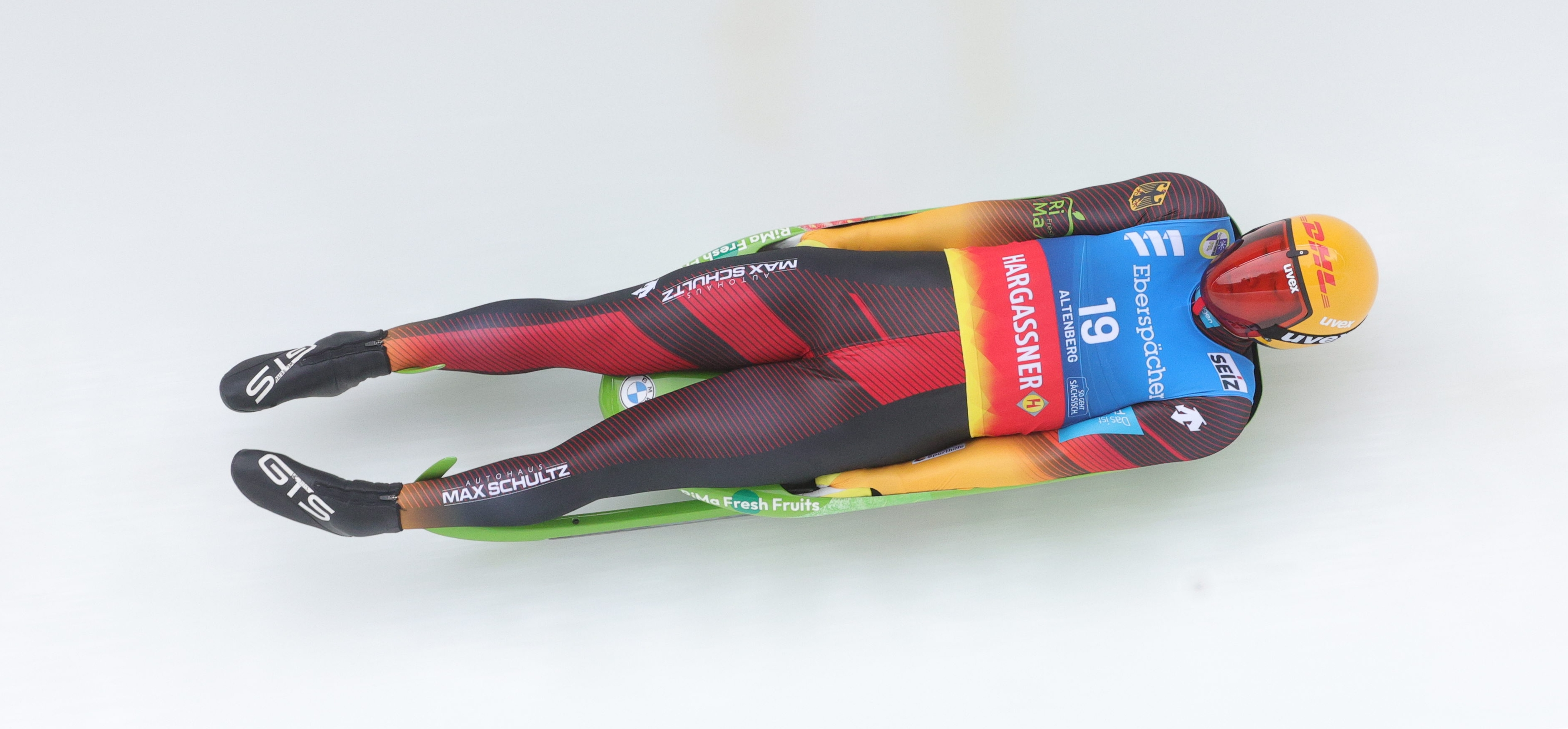
Weltmeister Langenhan

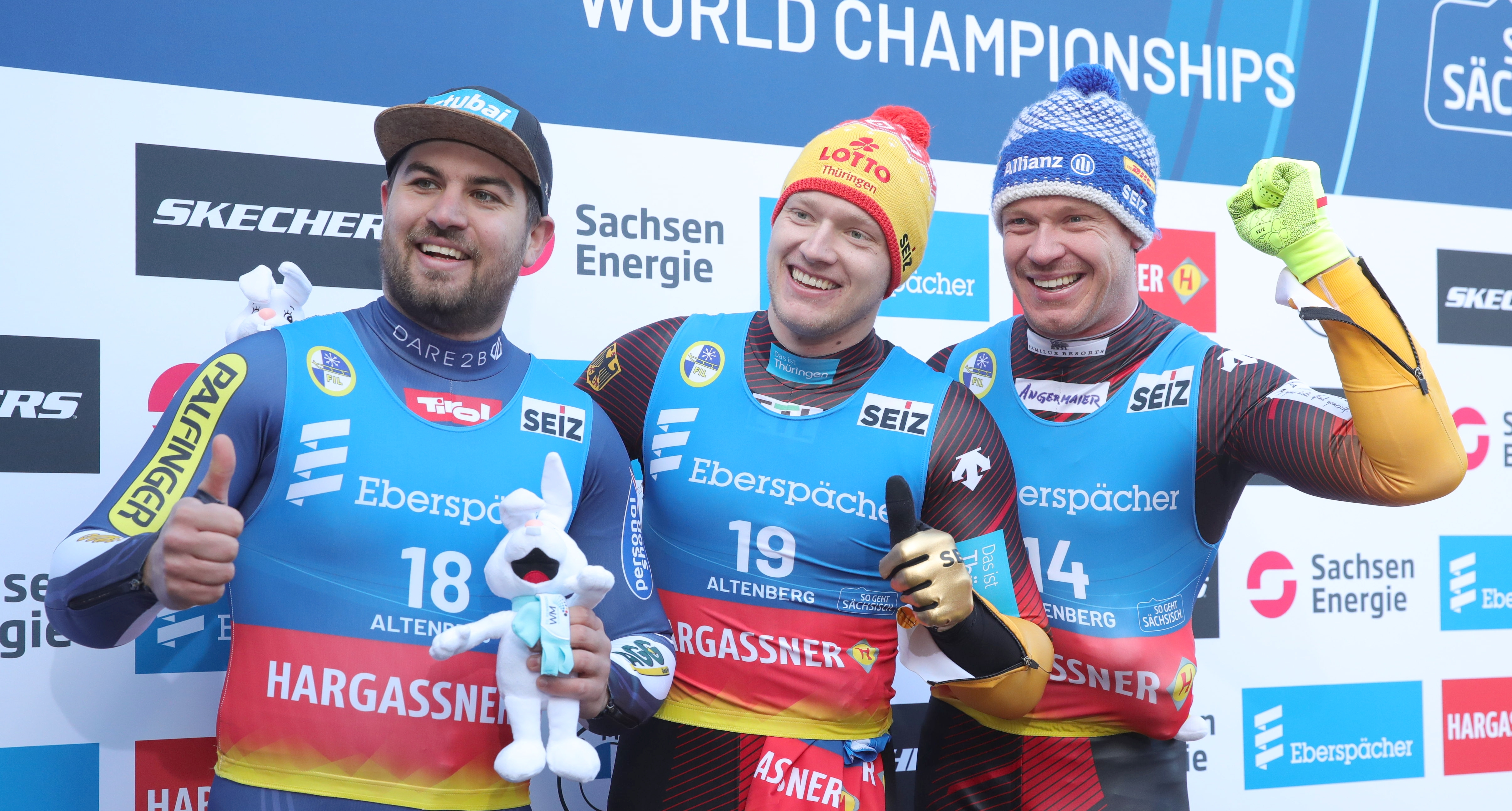
N. Gleirscher, Langenhan, Loch

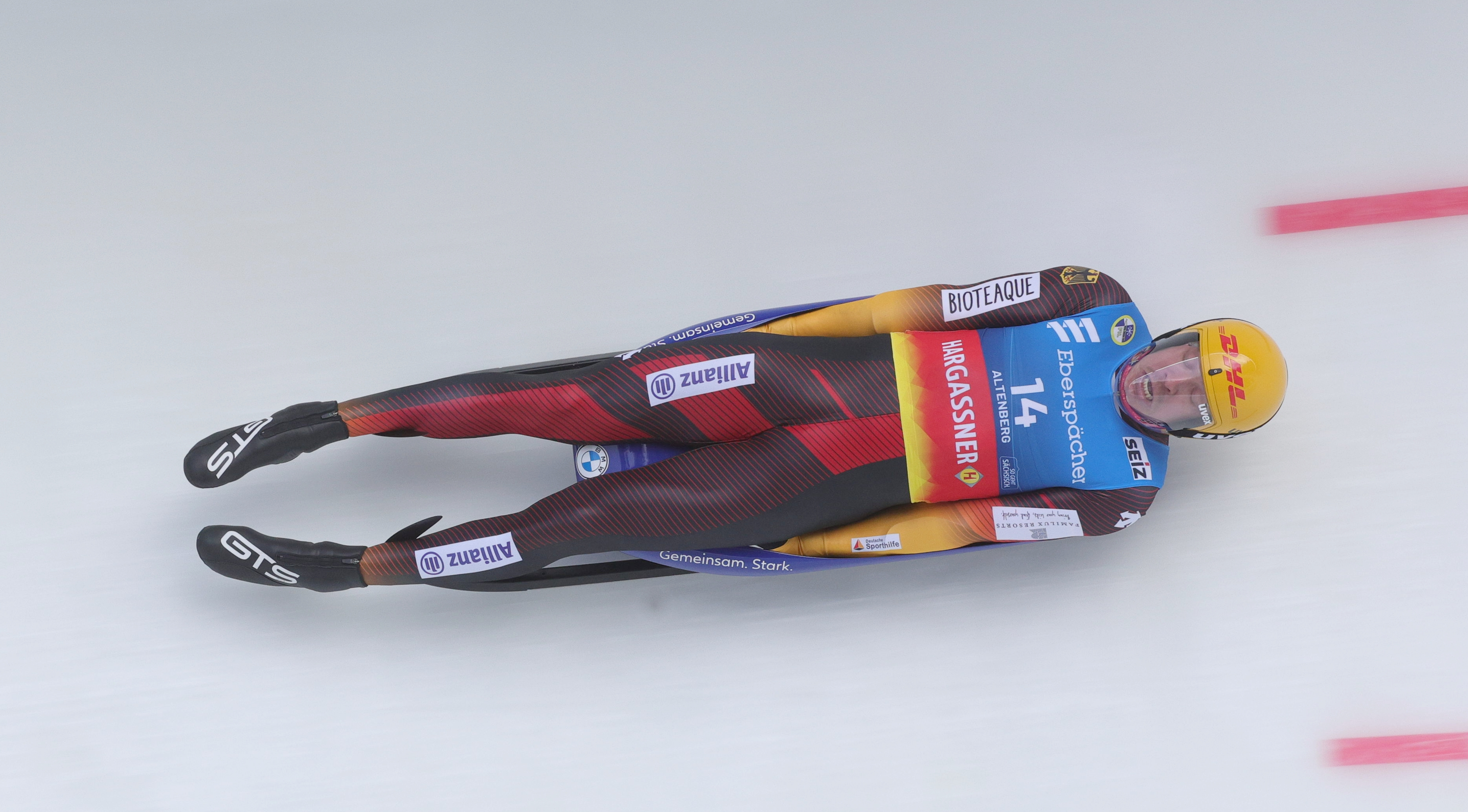
U23-Weltmeister Grancagnolo

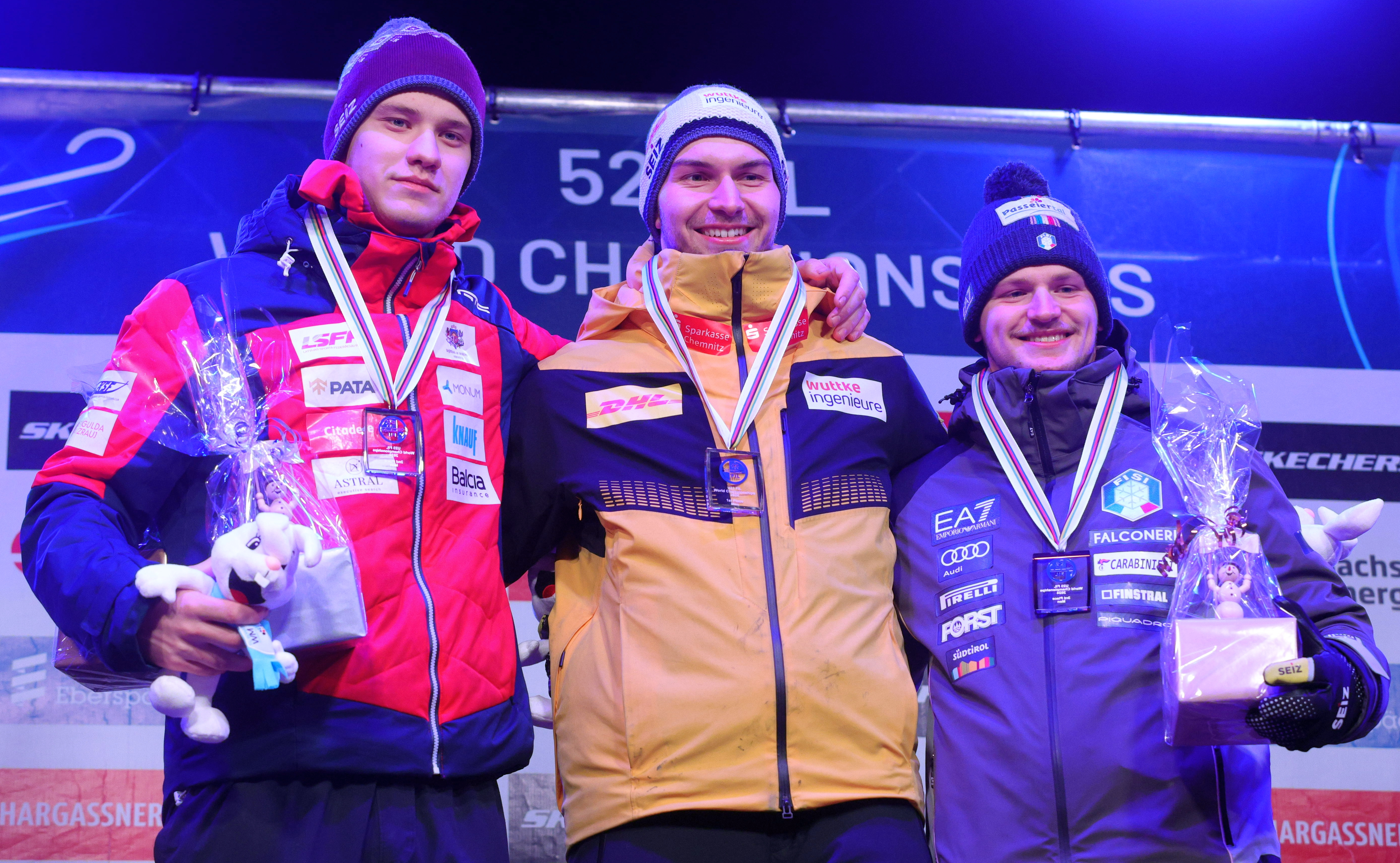
U23-Podium: Bērziņš, Grancagnolo, Gufler

| Platz | Sportler                | Endzeit  |
| ----- | ----------------------- | -------- |
| 01    | David Gleirscher        | 33,001 s |
| 02    | Max Langenhan           | 33,071 s |
| 03    | Kristers Aparjods       | 33,124 s |
| 04    | Felix Loch              | 33,164 s |
| 05    | Wolfgang Kindl          | 33,239 s |
| 06    | Nico Gleirscher         | 33,260 s |
| 07    | Jonas Müller            | 33,275 s |
| 08    | Jozef Ninis             | 33,350 s |
| 09    | Tucker West             | 33,397 s |
| 10    | Gints Bērziņš           | 33,442 s |
| 11    | Jonathan Eric Gustafson | 33,452 s |
| 12    | Andrij Mandsij          | 33,784 s |
| 13    | Dominik Fischnaller     | 33,799 s |
| 14    | David Nößler            | 33,868 s |
| 15    | Timon Grancagnolo       | 33,977 s |

#### Doppelsitzer der Frauen

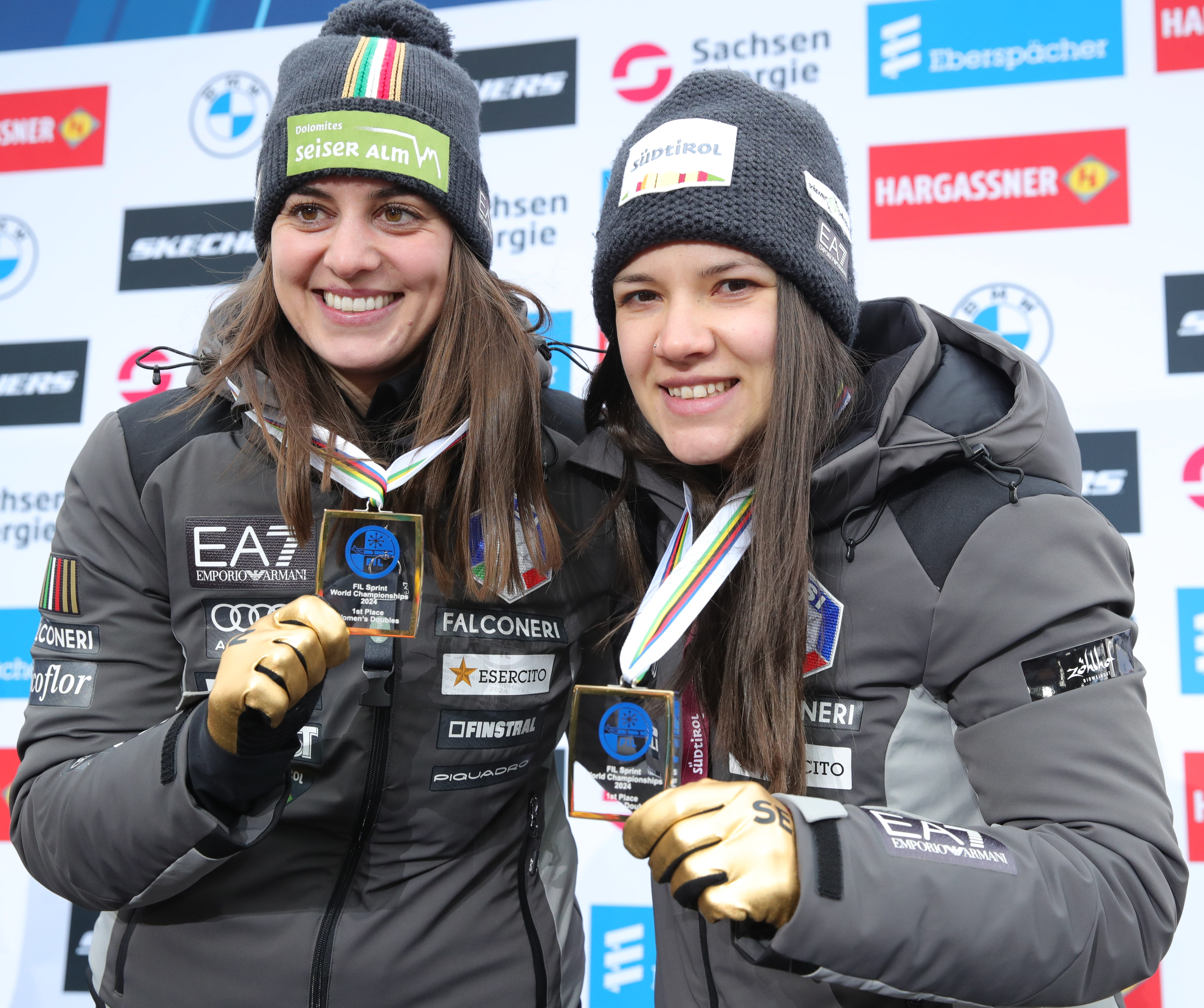
Weltmeisterinnen Vötter und Oberhofer

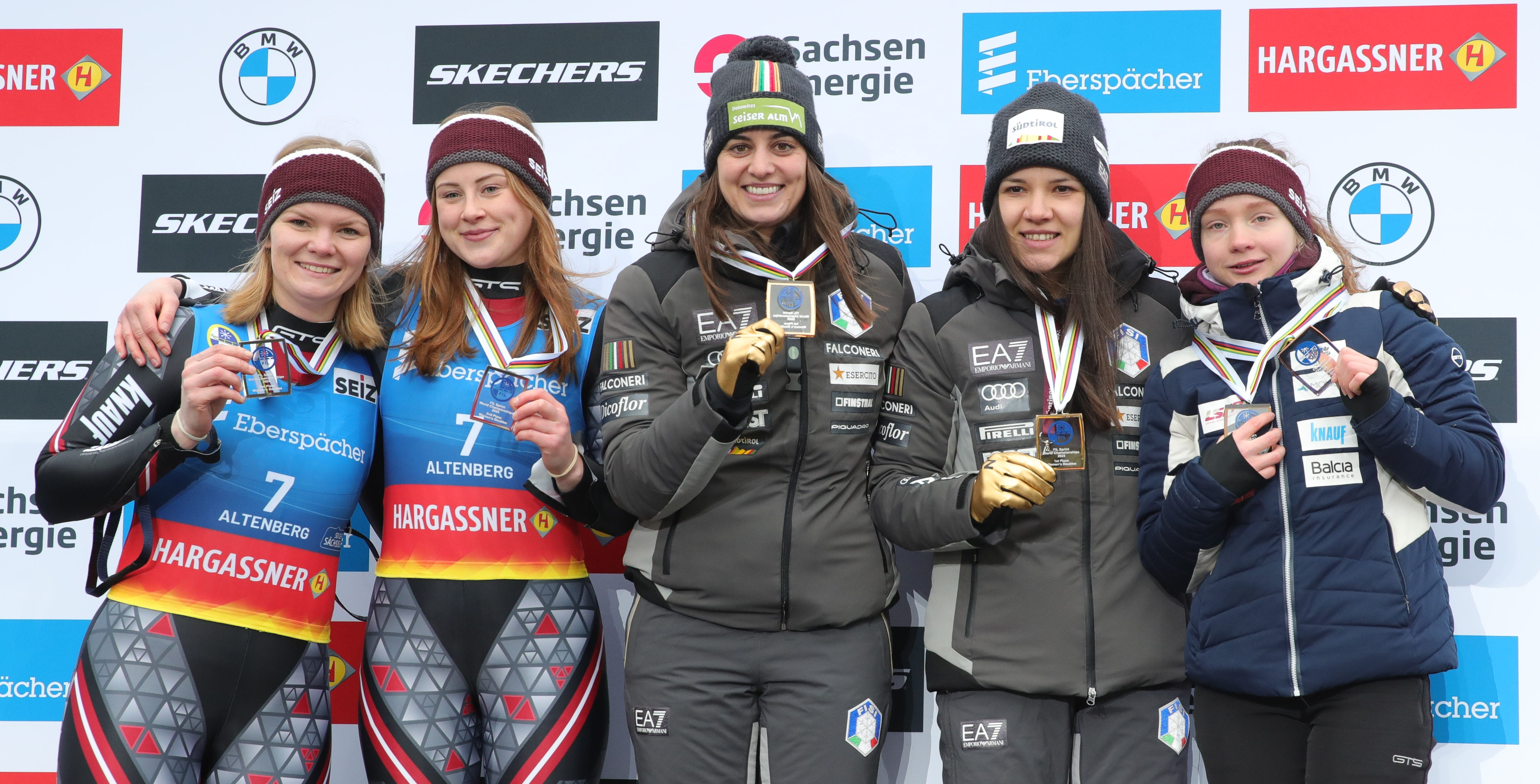
Podium (ohne die verletzte Marta Robežniece)

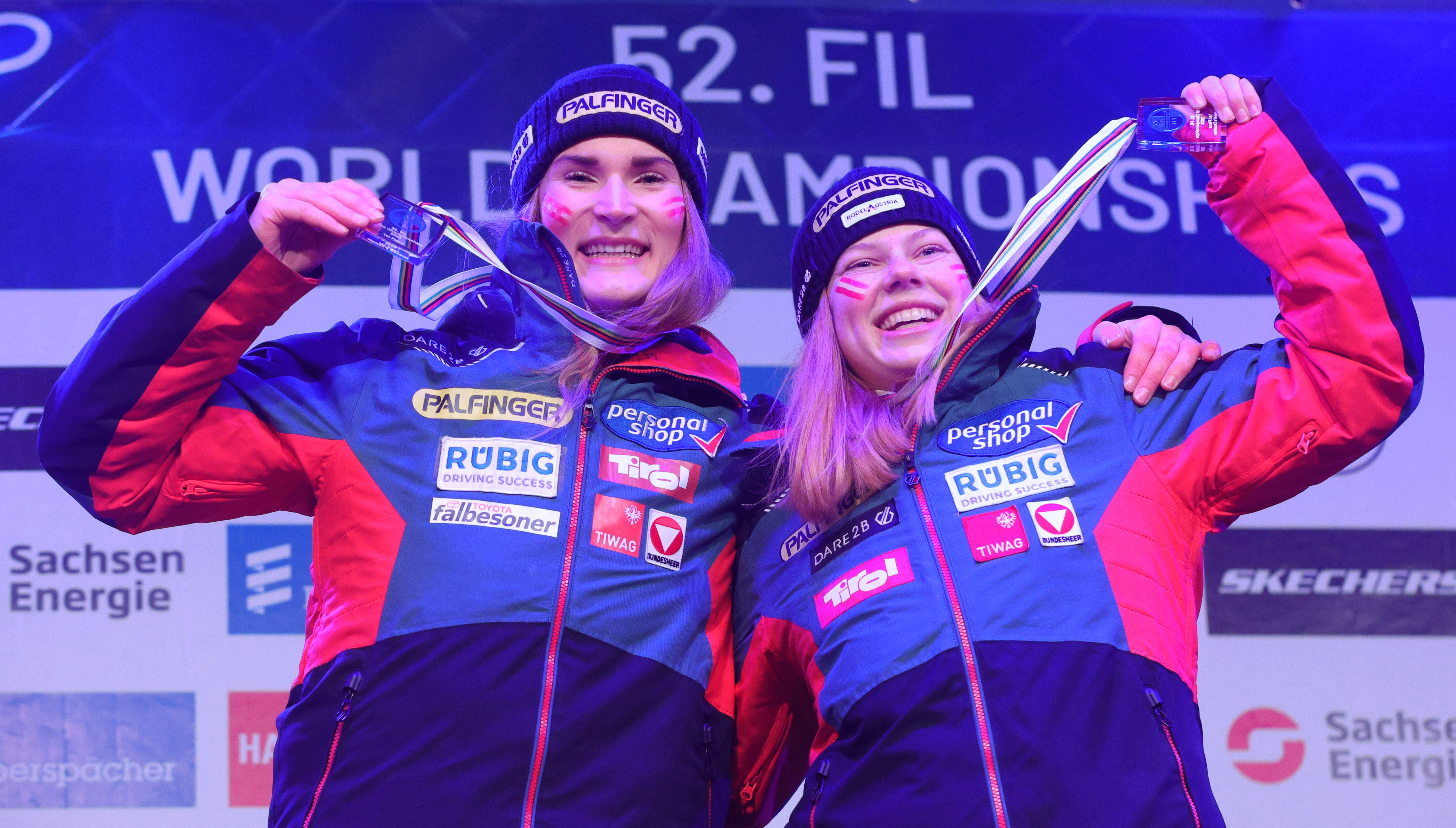
Weltmeisterinnen (auch U23) Egle und Kipp

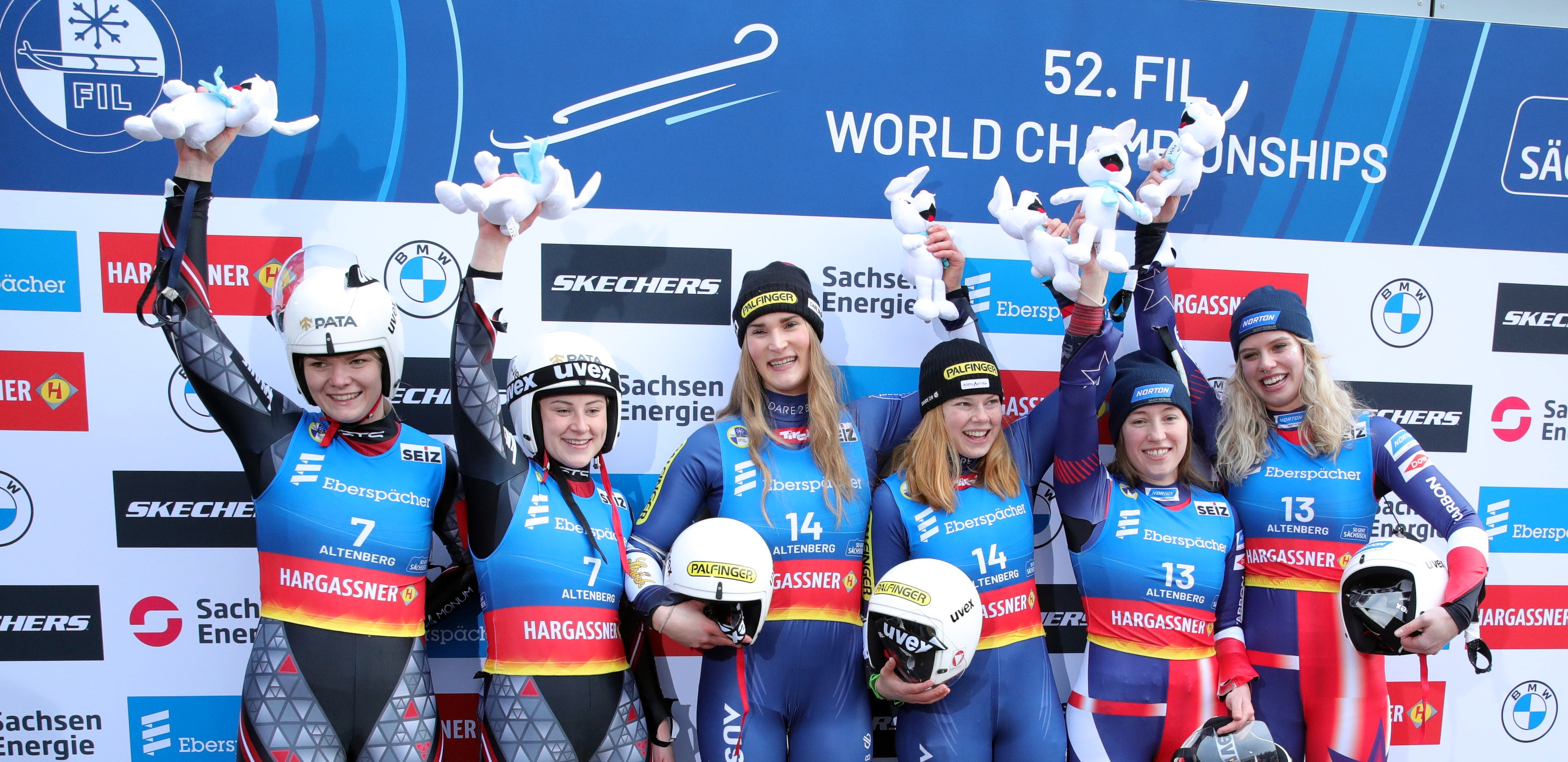
Podium

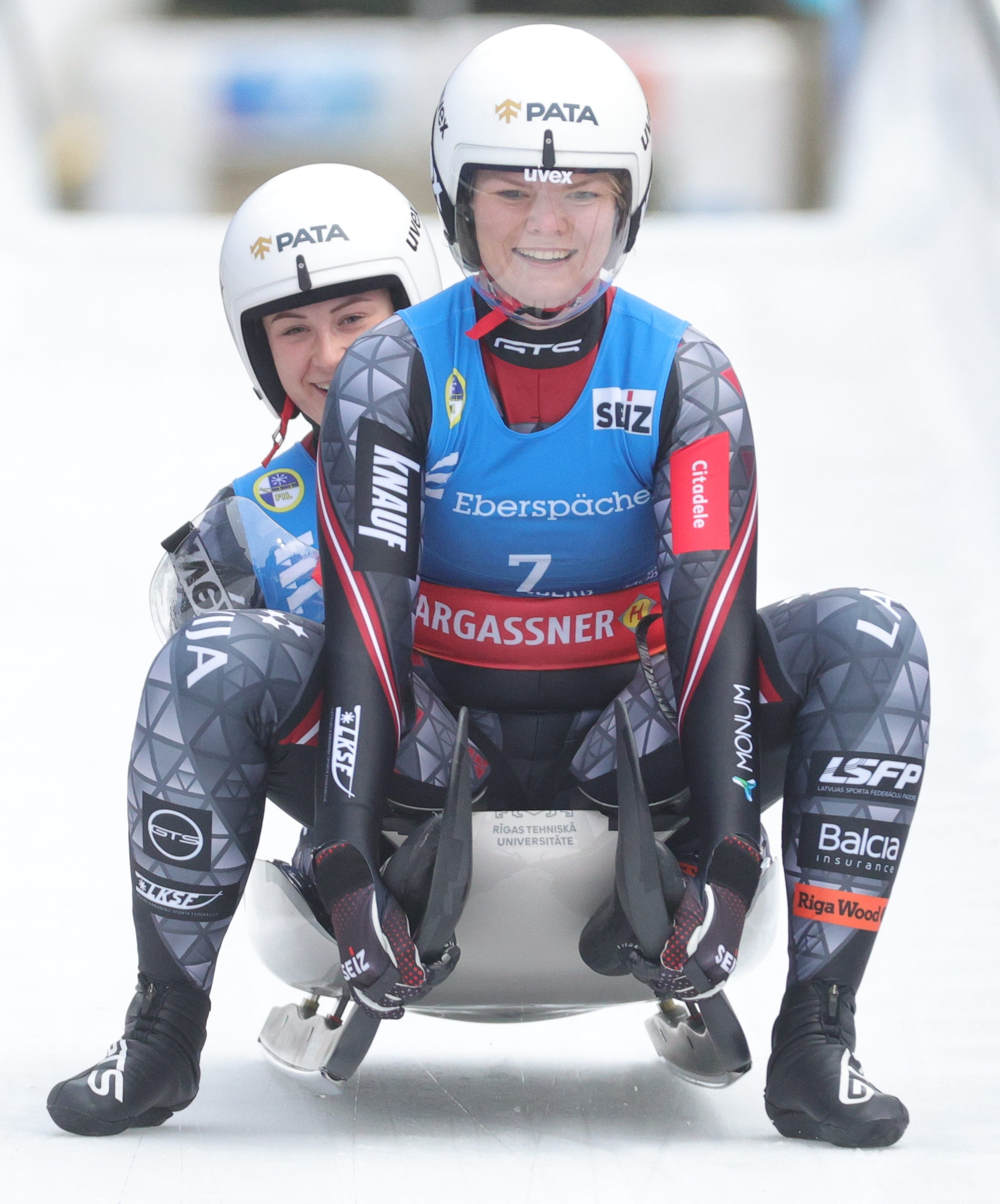
Upīte und Kaluma

| Platz | Sportlerin                                     | Endzeit  |
| ----- | ---------------------------------------------- | -------- |
| 01    | Andrea Vötter / Marion Oberhofer               | 28,421 s |
| 02    | Anda Upīte / Zane Kaluma                       | 28,438 s |
| 03    | Marta Robežniece / Kitija Bogdanova            | 28,467 s |
| 04    | Maya Chan / Reannyn Weiler                     | 28,482 s |
| 05    | Dajana Eitberger / Saskia Schirmer             | 28,506 s |
| 06    | Chevonne Chelsea Forgan / Sophia Kirkby        | 28,595 s |
| 07    | Elisa-Marie Storch / Pauline Patz              | 28,613 s |
| 08    | Selina Egle / Lara Michaela Kipp               | 28,849 s |
| 09    | Raluca Strămăturaru / Mihaela-Carmen Manolescu | 28,928 s |
| 10    | Adikeyoumu Gulijienaiti / Zhao Jiaying         | 29,053 s |
| 11    | Anna Čežíková / Lucie Jansová                  | 29,146 s |
| 12    | Olena Stezkiw / Oleksandra Moch                | 29,340 s |
| 13    | Viktorija Ziediņa / Selīna Zvilna              | 29,705 s |
| 14    | Jessica Degenhardt / Cheyenne Rosenthal        | 32,532 s |
| 15    | Natascha Chytrenko / Wiktorija Kowal           | 33,096 s |

#### Doppelsitzer der Männer

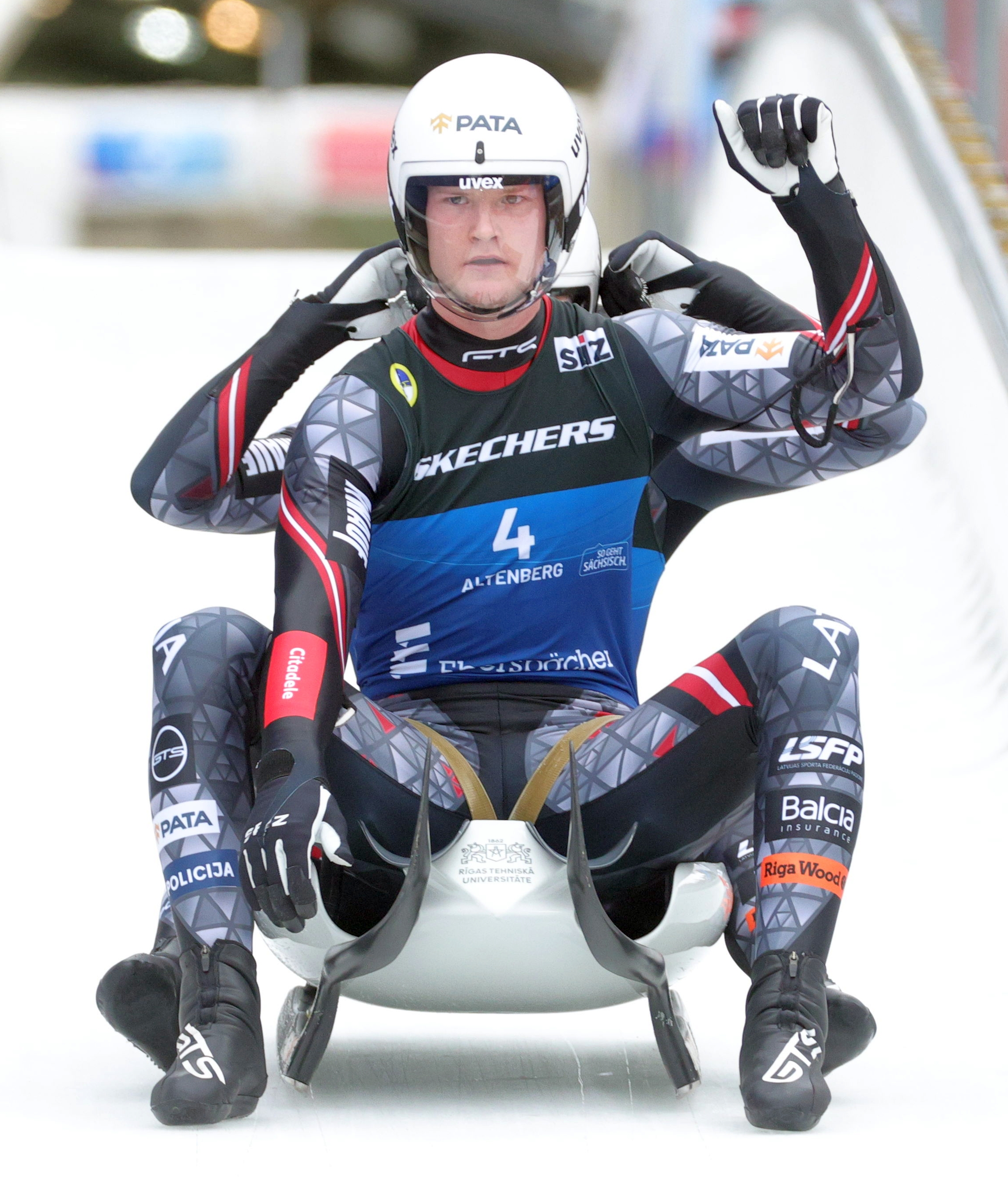
Weltmeister Bots und Plūme

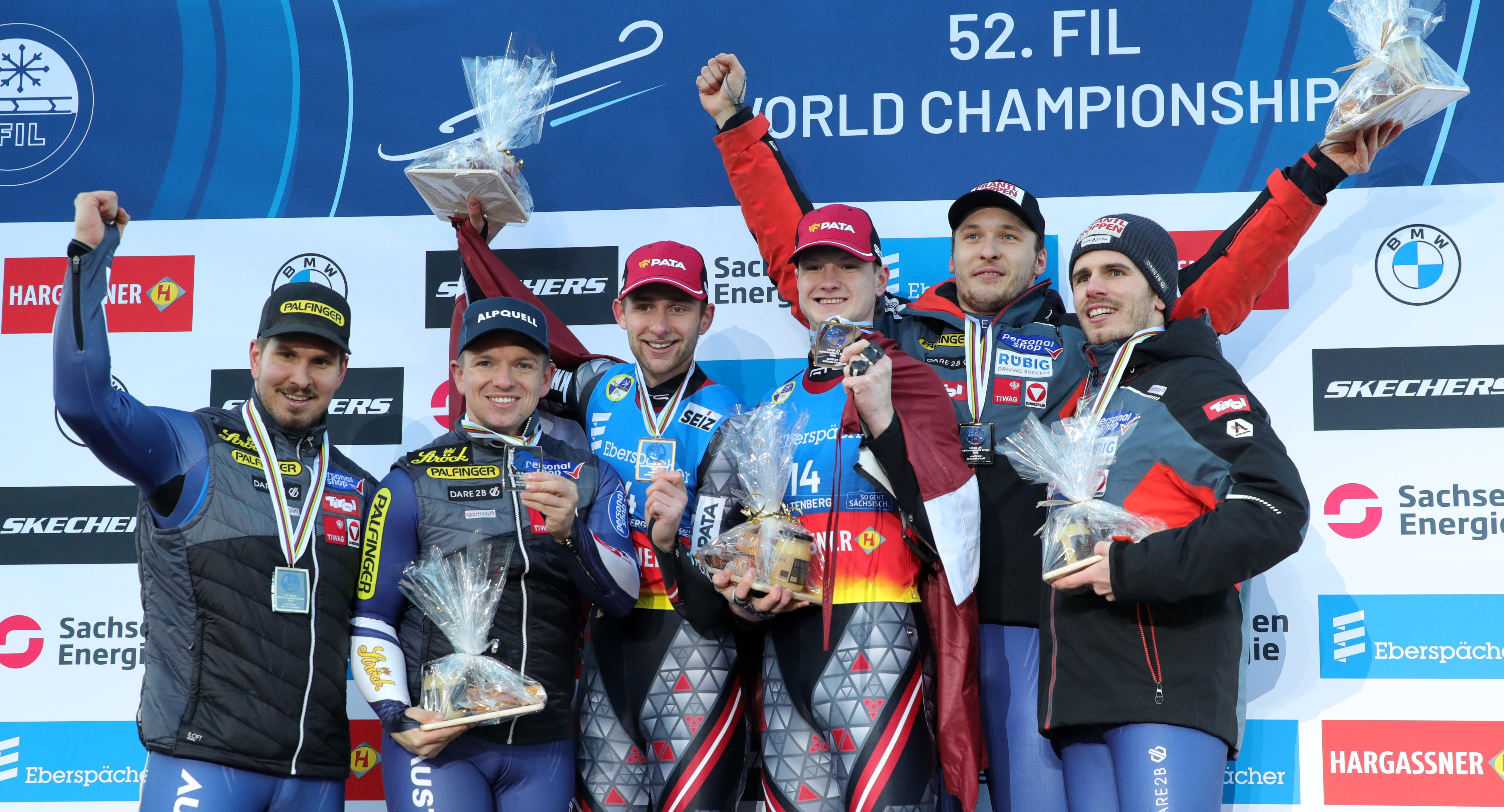
Podium

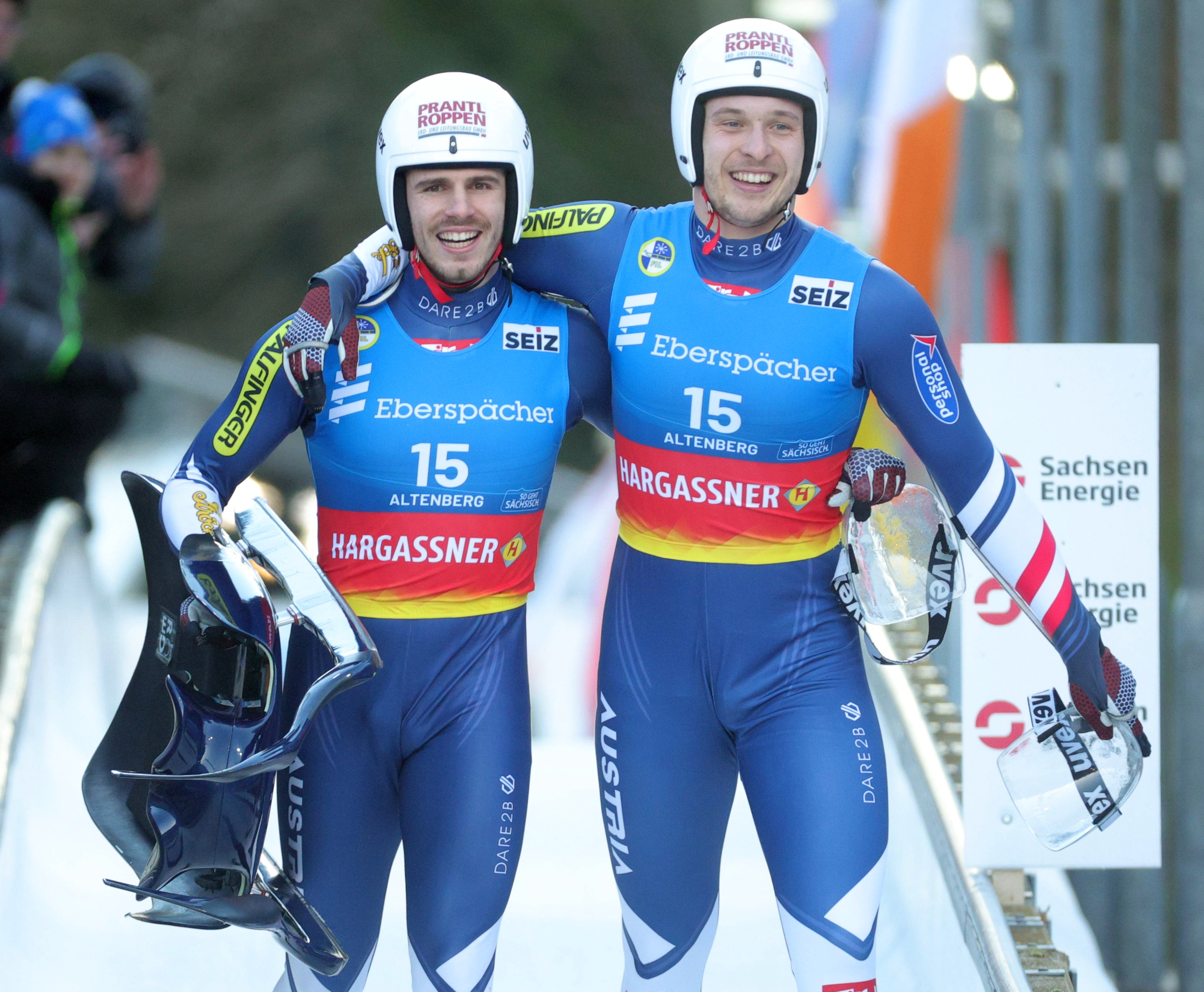
Weltmeister (auch U23) Gatt und Schöpf

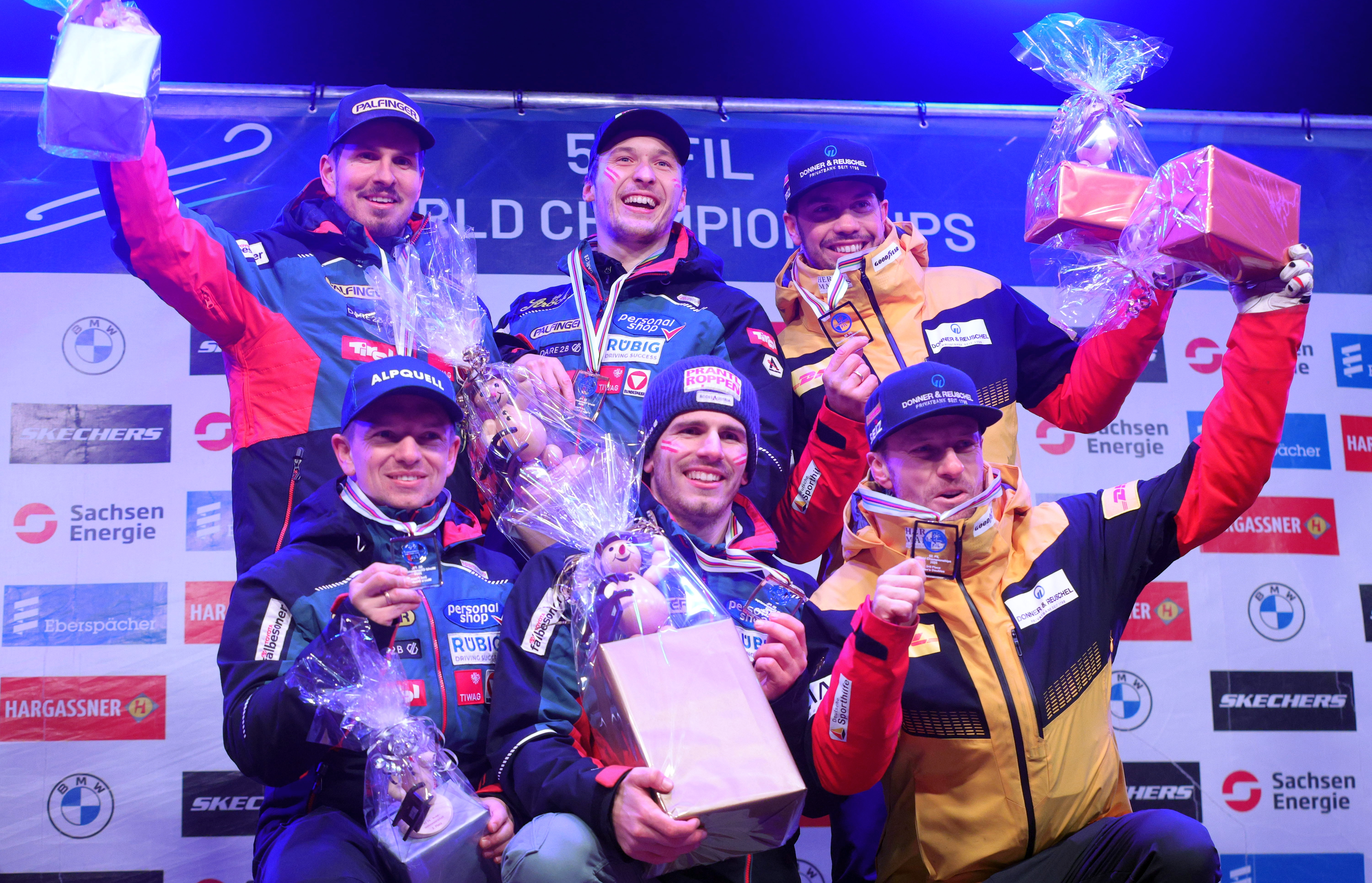
Podium

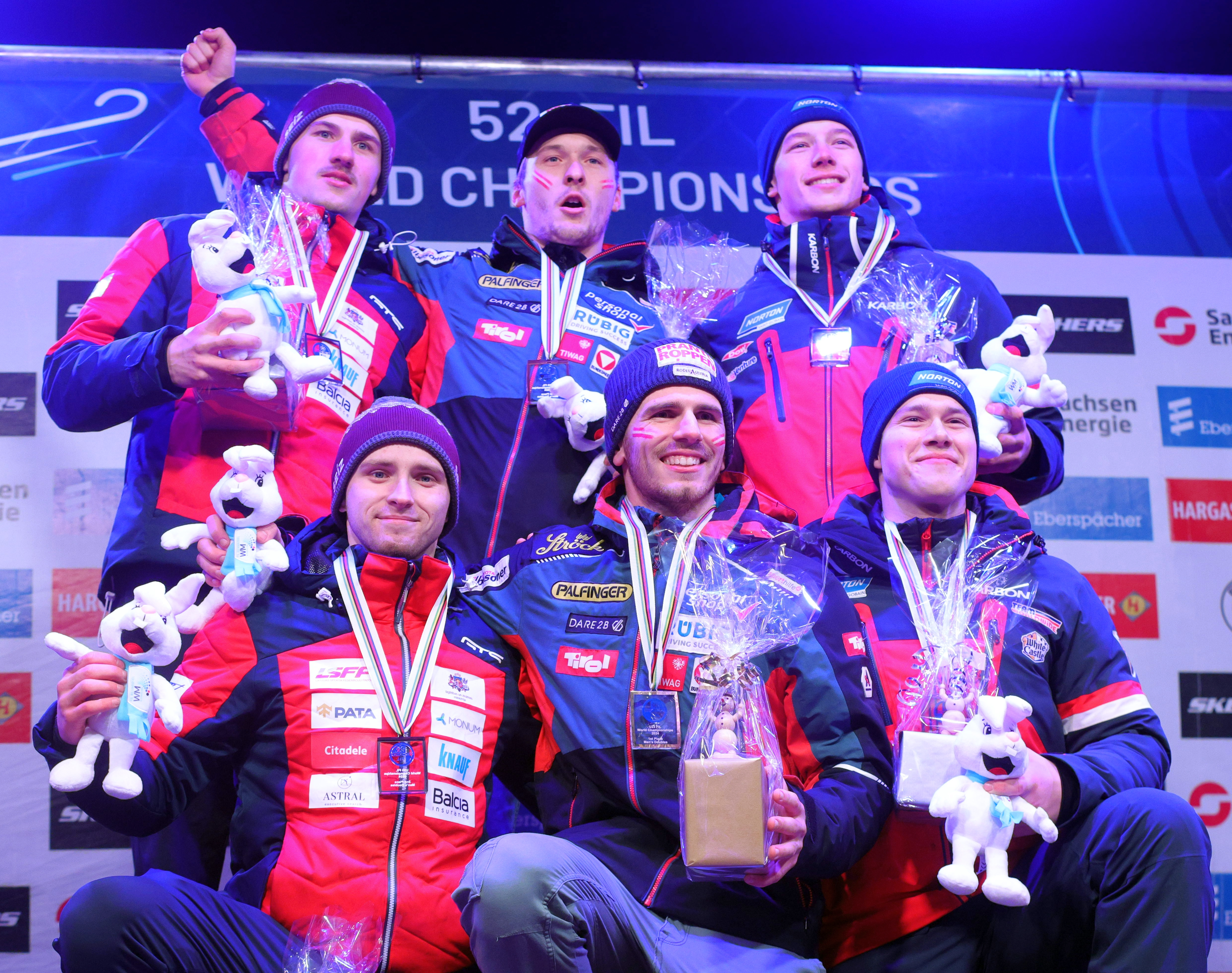
U23-Podium

| Platz | Sportler                                   | Endzeit  |
| ----- | ------------------------------------------ | -------- |
| 01    | Mārtiņš Bots / Roberts Plūme               | 27,863 s |
| 02    | Thomas Steu / Wolfgang Kindl               | 27,895 s |
| 03    | Juri Gatt / Riccardo Schöpf                | 27,973 s |
| 04    | Ivan Nagler / Fabian Malleier              | 27,998 s |
| 05    | Emanuel Rieder / Simon Kainzwaldner        | 28,032 s |
| 06    | Hannes Orlamünder / Paul Gubitz            | 28,081 s |
| 07    | Tobias Wendl / Tobias Arlt                 | 28,131 s |
| 08    | Raimonds Baltgalvis / Vitālijs Jegorovs    | 28,175 s |
| 09    | Ludwig Rieder / Lukas Gufler               | 28,223 s |
| 10    | Eduards Ševics-Mikeļševics / Lūkass Krasts | 28,267 s |
| 11    | Moritz Jäger / Valentin Steudte            | 28,283 s |
| 12    | Tomas Vavercak / Matej Zmij                | 28,293 s |
| 13    | Zachary DiGregorio / Sean Holder           | 28,295 s |
| 14    | Dana Kellogg / Frank Ike                   | 28,568 s |
| 15    | Yannick Müller / Armin Frauscher           | 28,857 s |

### Einsitzer der Frauen
| Platz | Sportlerin                  | 1. Lauf    | 2. Lauf                                  | Zeit                                     |
| ----- | --------------------------- | ---------- | ---------------------------------------- | ---------------------------------------- |
| 01    | Lisa Schulte                | 1:52,082 s | 1:51,819 s                               | 1:43,901 Minuten                         |
| 02    | Julia Taubitz               | 1:52,154 s | 1:51,851 s                               | 1:+0,104 s                               |
| 03    | Madeleine Egle              | 1:52,192 s | 1:51,884 s                               | 1:+0,175 s                               |
| 04    | Elīna Ieva Vītola           | 1:52,246 s | 1:51,953 s                               | 1:+0,298 s                               |
| 05    | Merle Fräbel (U23)          | 1:52,439 s | 1:51,786 s                               | 1:+0,324 s                               |
| 06    | Kendija Aparjode            | 1:52,455 s | 1:51,958 s                               | 1:+0,512 s                               |
| 07    | Natalie Maag                | 1:52,381 s | 1:52,108 s                               | 1:+0,588 s                               |
| 08    | Summer Britcher             | 1:52,381 s | 1:52,128 s                               | 1:+0,680 s                               |
| 09    | Sandra Robatscher           | 1:52,566 s | 1:52,092 s                               | 1:+0,757 s                               |
| 10    | Hannah Prock                | 1:52,546 s | 1:52,118 s                               | 1:+0,763 s                               |
| 11    | Verena Hofer (U23)          | 1:52,606 s | 1:52,141 s                               | 1:+0,846 s                               |
| 12    | Melina Fischer (U23)        | 1:52,654 s | 1:52,120 s                               | 1:+0,873 s                               |
| 13    | Caitlin Nash (U23)          | 1:52,576 s | 1:52,209 s                               | 1:+0,884 s                               |
| 14    | Trinity Ellis (U23)         | 1:52,511 s | 1:52,280 s                               | 1:+0,890 s                               |
| 15    | Sigita Bērziņa              | 1:52,679 s | 1:52,124 s                               | 1:+0,902 s                               |
| 16    | Embyr-Lee Susko (U23)       | 1:52,574 s | 1:52,347 s                               | 1:+1,020 s                               |
| 17    | Nina Zöggeler (U23)         | 1:52,721 s | 1:52,383 s                               | 1:+1,203 s                               |
| 18    | Barbara Allmaier (U23)      | 1:52,754 s | 1:52,365 s                               | 1:+1,218 s                               |
| 19    | Ashley Farquharson          | 1:52,924 s | 1:52,219 s                               | 1:+1,242 s                               |
| 20    | Emily Sweeney               | 1:52,678 s | 1:52,502 s                               | 1:+1,279 s                               |
| 21    | Klaudia Domaradzka          | 1:52,965 s | Nicht für den zweiten Lauf qualifiziert. | Nicht für den zweiten Lauf qualifiziert. |
| 22    | Ioana-Corina Buzăţoiu (U23) | 1:53,009 s | Nicht für den zweiten Lauf qualifiziert. | Nicht für den zweiten Lauf qualifiziert. |
| 23    | Verónica María Ravenna      | 1:53,032 s | Nicht für den zweiten Lauf qualifiziert. | Nicht für den zweiten Lauf qualifiziert. |
| 24    | Anna Berreiter              | 1:53,042 s | Nicht für den zweiten Lauf qualifiziert. | Nicht für den zweiten Lauf qualifiziert. |
| 25    | Julianna Tunyzka (U23)      | 1:53,162 s | Nicht für den zweiten Lauf qualifiziert. | Nicht für den zweiten Lauf qualifiziert. |
| 26    | Wang Peixuan                | 1:53,205 s | Nicht für den zweiten Lauf qualifiziert. | Nicht für den zweiten Lauf qualifiziert. |
| 27    | Tove Kohala (U23)           | 1:53,233 s | Nicht für den zweiten Lauf qualifiziert. | Nicht für den zweiten Lauf qualifiziert. |
| 28    | Hu Huilan                   | 1:53,316 s | Nicht für den zweiten Lauf qualifiziert. | Nicht für den zweiten Lauf qualifiziert. |
| 29    | Jung Hye-sun                | 1:53,390 s | Nicht für den zweiten Lauf qualifiziert. | Nicht für den zweiten Lauf qualifiziert. |
| 30    | Frančeska Bona (U23)        | 1:53,507 s | Nicht für den zweiten Lauf qualifiziert. | Nicht für den zweiten Lauf qualifiziert. |
| 31    | Zhou Liangziting (U23)      | 1:53,536 s | Nicht für den zweiten Lauf qualifiziert. | Nicht für den zweiten Lauf qualifiziert. |
| 32    | Anna Čežíková (U23)         | 1:53,840 s | Nicht für den zweiten Lauf qualifiziert. | Nicht für den zweiten Lauf qualifiziert. |
| 33    | Lucie Jansová (U23)         | 1:54,525 s | Nicht für den zweiten Lauf qualifiziert. | Nicht für den zweiten Lauf qualifiziert. |
| 34    | Elsa Desmond                | 1:54,824 s | Nicht für den zweiten Lauf qualifiziert. | Nicht für den zweiten Lauf qualifiziert. |
| 35    | Anna Schkret (U23)          | 1:55,175 s | Nicht für den zweiten Lauf qualifiziert. | Nicht für den zweiten Lauf qualifiziert. |
| 36    | Tereza Nosková              | 1:57,185 s | Nicht für den zweiten Lauf qualifiziert. | Nicht für den zweiten Lauf qualifiziert. |

### Einsitzer der Männer
| Platz | Sportler                   | 1. Lauf      | 2. Lauf                                  | Zeit                                     |
| ----- | -------------------------- | ------------ | ---------------------------------------- | ---------------------------------------- |
| 01    | Max Langenhan              | 1:53,943 s   | 1:53,870 s                               | 1:47,813 Minuten                         |
| 02    | Nico Gleirscher            | 1:54,230 s   | 1:54,344 s                               | 1:+0,761 s                               |
| 03    | Felix Loch                 | 1:54,303 s   | 1:54,327 s                               | 1:+0,817 s                               |
| 04    | Tucker West                | 1:54,338 s   | 1:54,357 s                               | 1:+0,882 s                               |
| 05    | Alexander Michael Ferlazzo | 1:54,365 s   | 1:54,440 s                               | 1:+0,992 s                               |
| 06    | Jonas Müller               | 1:54,452 s   | 1:54,398 s                               | 1:+1,037 s                               |
| 07    | David Gleirscher           | 1:53,966 s   | 1:54,958 s                               | 1:+1,111 s                               |
| 08    | Leon Felderer              | 1:54,422 s   | 1: 54,600 s                              | 1:+1,209 s                               |
| 09    | Jonathan Erich Gustafson   | 1:54,494 s   | 1:54,586 s                               | 1:+1,267 s                               |
| 10    | Timon Grancagnolo (U23)    | 1:54,435 s   | 1:54,701 s                               | 1:+1,323 s                               |
| 11    | Gints Bērziņš (U23)        | 1:54,597 s   | 1:54,540 s                               | 1:+1,324 s                               |
| 12    | Anton Dukatsch             | 1:54,756 s   | 1:54,663 s                               | 1:+1,606 s                               |
| 13    | Mateusz Sochowicz          | 1:54,869 s   | 1:54,608 s                               | 1:+1,664 s                               |
| 14    | Jozef Ninis                | 1:54,575 s   | 1:54,937 s                               | 1:+1,699 s                               |
| 15    | Andrij Mandsij             | 1:54,985 s   | 1:54,658 s                               | 1:+1,830 s                               |
| 16    | Valentin Crețu             | 1:54,841 s   | 1:54,911 s                               | 1:+1,939 s                               |
| 17    | Alex Gufler (U23)          | 1:54,861 s   | 1:54,894 s                               | 1:+1,942 s                               |
| 18    | Dominik Fischnaller        | 1:54,185 s   | 1:58,389 s                               | 1:+4,761 s                               |
| 19    | Kaspars Rinks (U23)        | 1:54,381 s   | 1:07,428 min                             | +13,996 s                                |
| 20    | Lukas Peccel (U23)         | 1:55,243 s   | Nicht für den zweiten Lauf qualifiziert. | Nicht für den zweiten Lauf qualifiziert. |
| 21    | Wolfgang Kindl             | 1:55,301 s   | Nicht für den zweiten Lauf qualifiziert. | Nicht für den zweiten Lauf qualifiziert. |
| 22    | Svante Kohala              | 1:55,339 s   | Nicht für den zweiten Lauf qualifiziert. | Nicht für den zweiten Lauf qualifiziert. |
| 23    | Danylo Marzynowskyj (U23)  | 1:55,502 s   | Nicht für den zweiten Lauf qualifiziert. | Nicht für den zweiten Lauf qualifiziert. |
| 24    | Seiya Kobayashi (U23)      | 1:55,532 s   | Nicht für den zweiten Lauf qualifiziert. | Nicht für den zweiten Lauf qualifiziert. |
| 25    | Marián Skupek (U23)        | 1:55,539 s   | Nicht für den zweiten Lauf qualifiziert. | Nicht für den zweiten Lauf qualifiziert. |
| 26    | Dylan Morse (U23)          | 1:55,609 s   | Nicht für den zweiten Lauf qualifiziert. | Nicht für den zweiten Lauf qualifiziert. |
| 27    | Hunter Harris (U23)        | 1:55,648 s   | Nicht für den zweiten Lauf qualifiziert. | Nicht für den zweiten Lauf qualifiziert. |
| 28    | Mirza Nikolajev (U23)      | 1:56,310 s   | Nicht für den zweiten Lauf qualifiziert. | Nicht für den zweiten Lauf qualifiziert. |
| 29    | Zhenyu Bao (U23)           | 1:56,729 s   | Nicht für den zweiten Lauf qualifiziert. | Nicht für den zweiten Lauf qualifiziert. |
| 30    | Eduard-Mihai Craciun       | 1:56,759 s   | Nicht für den zweiten Lauf qualifiziert. | Nicht für den zweiten Lauf qualifiziert. |
| 31    | Walter Vikström            | 1:58,209 s   | Nicht für den zweiten Lauf qualifiziert. | Nicht für den zweiten Lauf qualifiziert. |
| 32    | Shaonan Liu                | 1:58,968 s   | Nicht für den zweiten Lauf qualifiziert. | Nicht für den zweiten Lauf qualifiziert. |
| 33    | Hamza Pleho (U23)          | 1:00,238 min | Nicht für den zweiten Lauf qualifiziert. | Nicht für den zweiten Lauf qualifiziert. |
| 34    | Kristers Aparjods          | 1:06,581 min | Nicht für den zweiten Lauf qualifiziert. | Nicht für den zweiten Lauf qualifiziert. |
|       | David Nößler (U23)         | DNF          | Nicht für den zweiten Lauf qualifiziert. | Nicht für den zweiten Lauf qualifiziert. |
|       | Jing Li (U23)              | DNF          | Nicht für den zweiten Lauf qualifiziert. | Nicht für den zweiten Lauf qualifiziert. |

### Doppelsitzer der Frauen
| Platz | Sportlerinnen                                  | 1. Lauf  | 2. Lauf                                  | Zeit                                     |
| ----- | ---------------------------------------------- | -------- | ---------------------------------------- | ---------------------------------------- |
| 01    | Selina Egle / Lara Kipp (U23)                  | 42,364 s | 42,397 s                                 | 1:24,761 Minuten                         |
| 02    | Anda Upīte / Zane Kaluma                       | 42,334 s | 42,477 s                                 | 1:+0,050 s                               |
| 03    | Chevonne Chelsea Forgan / Sophia Kirkby        | 42,563 s | 42,334 s                                 | 1:+0,136 s                               |
| 04    | Andrea Vötter / Marion Oberhofer               | 42,480 s | 42,502 s                                 | 1:+0,221 s                               |
| 05    | Maya Chan / Reannyn Weiler (U23)               | 42,529 s | 42,629 s                                 | 1:+0,397 s                               |
| 06    | Dajana Eitberger / Saskia Schirmer             | 42,506 s | 37,749 s                                 | 1:+0,843 s                               |
| 07    | Raluca Strămăturaru / Mihaela-Carmen Manolescu | 43,125 s | 42,950 s                                 | 1:+1,314 s                               |
| 08    | Anna Cezikova / Lucie Jansová (U23)            | 43,095 s | 43,127 s                                 | 1:+1,461 s                               |
| 09    | Adikeyoumu Gulijienaiti / Jiaying Zhao (U23)   | 43,037 s | 43,213 s                                 | 1:+1,489 s                               |
| 10    | Viktorija Ziediņa / Selīna Zvilna (U23)        | 42,887 s | 44,035 s                                 | 1:+2,161 s                               |
| 11    | Nikola Domowicz / Dominika Piwkowska (U23)     | 43,916 s | 43,626 s                                 | 1:+2,781 s                               |
| 12    | Elisa-Marie Storch / Pauline Patz (U23)        | 42,987 s | 45,303 s                                 | 1:+3,529 s                               |
| 13    | Jessica Degenhardt / Cheyenne Rosenthal        | 42,581 s | 46,259 s                                 | 1:+4,079 s                               |
| 14    | Natasha Khytrenko / Viktorija Koval (U23)      | 43,774 s | 46,344 s                                 | 1:+5,357 s                               |
| 15    | Olena Stezkiw / Oleksandra Moch                | 44,097 s | 50,919 s                                 | +10,255 s                                |
|       | Marta Robežniece / Kitija Bogdanova (U23)      | DNF      | Nicht für den zweiten Lauf qualifiziert. | Nicht für den zweiten Lauf qualifiziert. |

### Doppelsitzer der Männer
| Platz | Sportler                                         | 1. Lauf  | 2. Lauf                                  | Zeit                                     |
| ----- | ------------------------------------------------ | -------- | ---------------------------------------- | ---------------------------------------- |
| 01    | Juri Gatt / Riccardo Schöpf (U23)                | 41,453 s | 41,471 s                                 | 1:22,924 Minuten                         |
| 02    | Thomas Steu / Wolfgang Kindl                     | 41,506 s | 41,464 s                                 | 1:+0,046 s                               |
| 03    | Tobias Wendl / Tobias Arlt                       | 41,721 s | 41,558 s                                 | 1:+0,55 s                                |
| 04    | Eduards Ševics-Mikeļševics / Lūkass Krasts (U23) | 41,802 s | 41,714 s                                 | 1:+0,592 s                               |
| 05    | Yannick Müller / Armin Frauscher                 | 41,776 s | 41,803 s                                 | 1:+0,655 s                               |
| 06    | Ivan Nagler / Fabian Malleier                    | 41,835 s | 41,773 s                                 | 1:+0,684 s                               |
| 07    | Mārtiņš Bots / Roberts Plūme                     | 41,630 s | 42,045 s                                 | 1:+0,751 s                               |
| 08    | Hannes Orlamünder / Paul Gubitz                  | 41,938 s | 41,741 s                                 | 1:+0,755 s                               |
| 09    | Dana Kellogg / Frank Ike                         | 42,103 s | 41,917 s                                 | 1:+1,096 s                               |
| 10    | Ludwig Rieger / Lukas Gufler                     | 42,088 s | 41,988 s                                 | 1:+1,152 s                               |
| 11    | Wojciech Chmielewski / Jakub Kowalewski          | 42,002 s | 42,079 s                                 | 1:+1,157 s                               |
| 12    | Emanuel Rieder / Simon Kainzwaldner              | 41,830 s | 42,296 s                                 | 1:+1,202 s                               |
| 13    | Marcus Mueller / Ansel Haugsjaa (U23)            | 42,097 s | 42,047 s                                 | 1:+1,220 s                               |
| 14    | Tomas Vavercak / Matej Zmij                      | 42,186 s | 42,036 s                                 | 1:+1,298 s                               |
| 15    | Devin Wardrope / Cole Anthony Zajanski (U23)     | 42,367 s | 42,154 s                                 | 1:+1,597 s                               |
| 16    | Jinyong Park / Jung Myung-cho                    | 42,488 s | 42,268 s                                 | 1:+1,832 s                               |
| 17    | Tudor-Ștefan Handaric / Sebastian Motzca (U23)   | 42,440 s | 42,757 s                                 | 1:+2,273 s                               |
| 18    | Vasilie Marian Gitlan / Darius Șerban (U23)      | 42,513 s | 43,828 s                                 | 1:+3,417 s                               |
| 19    | Saikeyi Jubayi / Shuo Hou                        | 42,605 s | Nicht für den zweiten Lauf qualifiziert. | Nicht für den zweiten Lauf qualifiziert. |
| 20    | Moritz Jäger / Valentin Steudte (U23)            | 42,649 s | Nicht für den zweiten Lauf qualifiziert. | Nicht für den zweiten Lauf qualifiziert. |
| 21    | Zachary DiGregorio / Sean Hollander              | 42,680 s | Nicht für den zweiten Lauf qualifiziert. | Nicht für den zweiten Lauf qualifiziert. |
| 22    | Christián Bosman / Michal Macko (U23)            | 42,767 s | Nicht für den zweiten Lauf qualifiziert. | Nicht für den zweiten Lauf qualifiziert. |
| 23    | Ihor Hoj / Nasarij Katschmar                     | 42,892 s | Nicht für den zweiten Lauf qualifiziert. | Nicht für den zweiten Lauf qualifiziert. |
| 24    | Yebo Huang / Junyue Peng                         | 43,133 s | Nicht für den zweiten Lauf qualifiziert. | Nicht für den zweiten Lauf qualifiziert. |
| 25    | Wadym Mykyjewytsch / Bohdan Babura (U23)         | 43,565 s | Nicht für den zweiten Lauf qualifiziert. | Nicht für den zweiten Lauf qualifiziert. |
| 26    | Raimonds Baltgalvis / Vitālijs Jegorovs (U23)    | 43,782 s | Nicht für den zweiten Lauf qualifiziert. | Nicht für den zweiten Lauf qualifiziert. |

### Teamstaffel

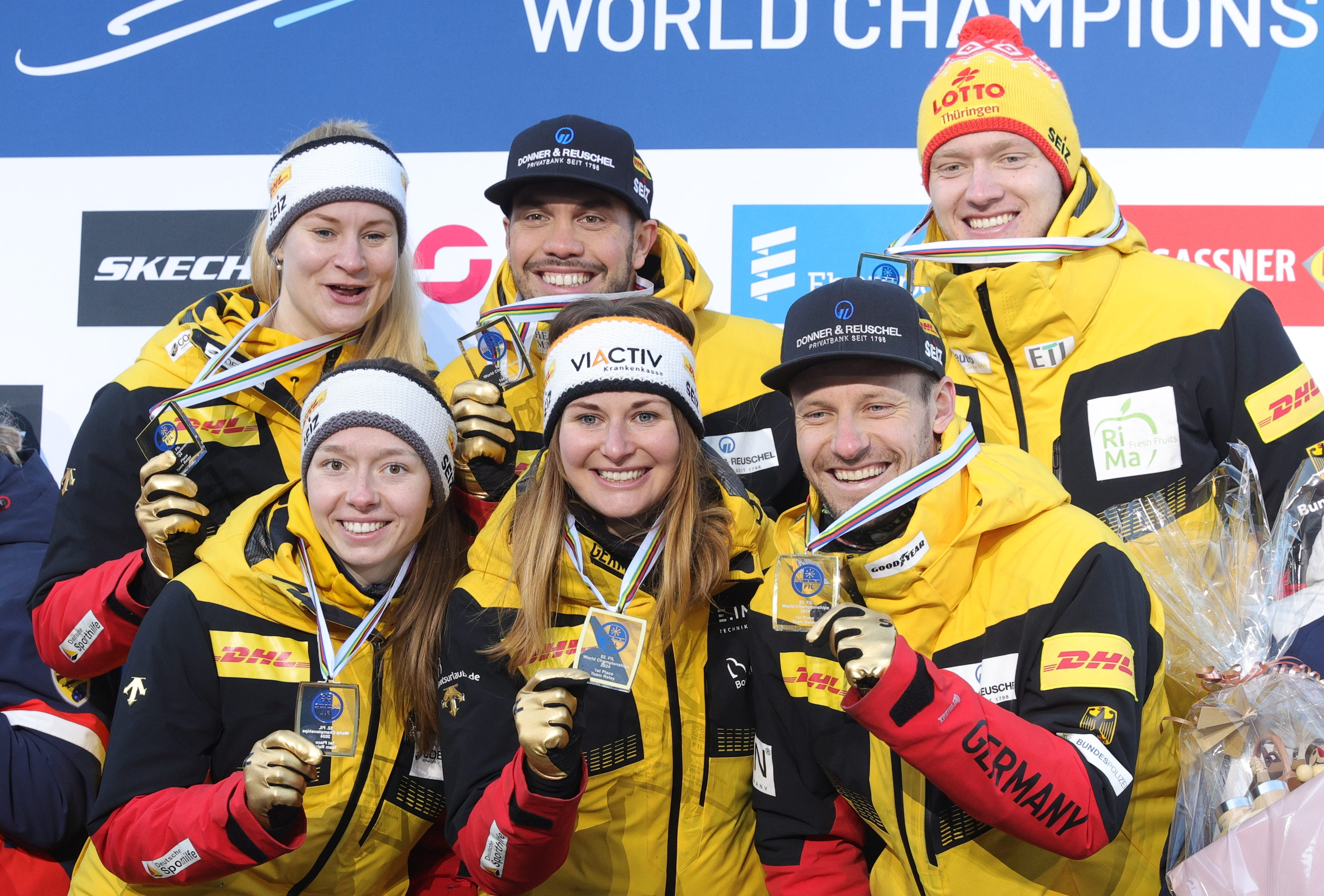
Weltmeister Team Deutschland

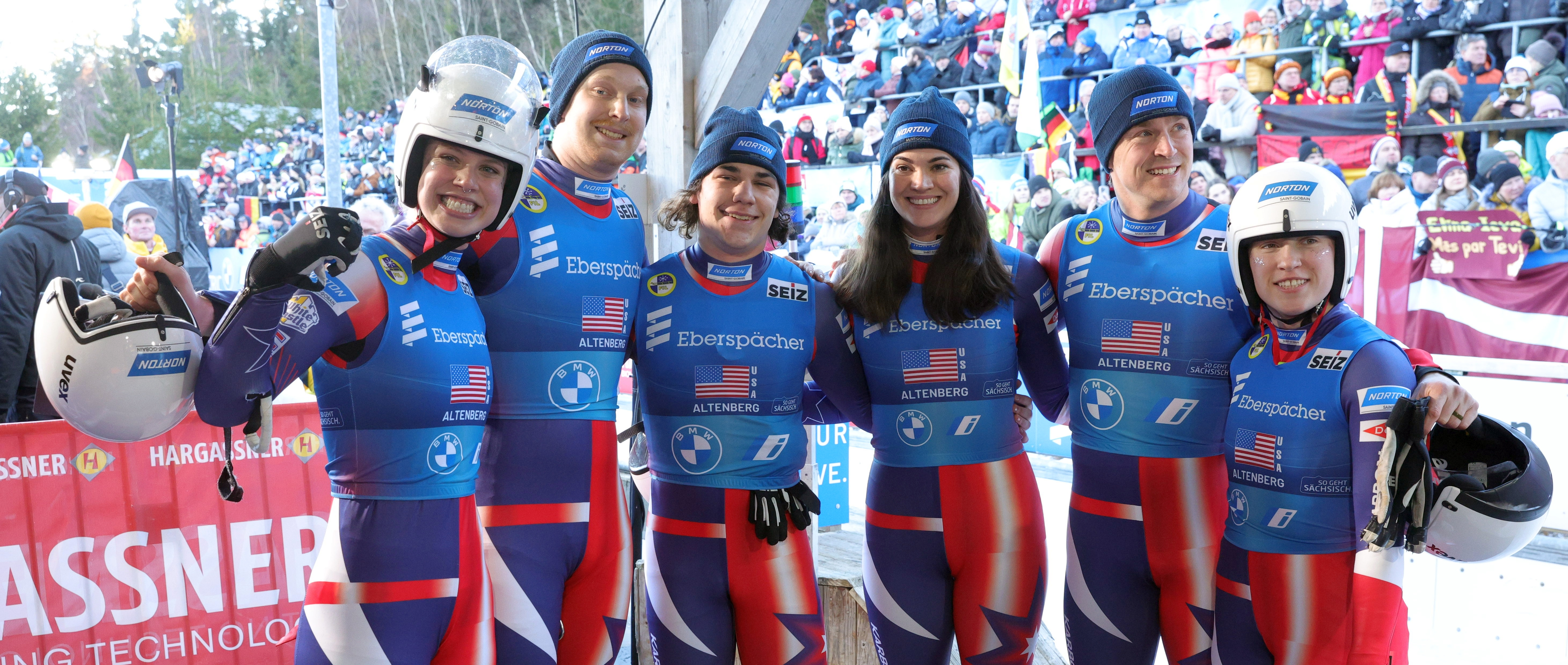
Vizeweltmeister Team USA

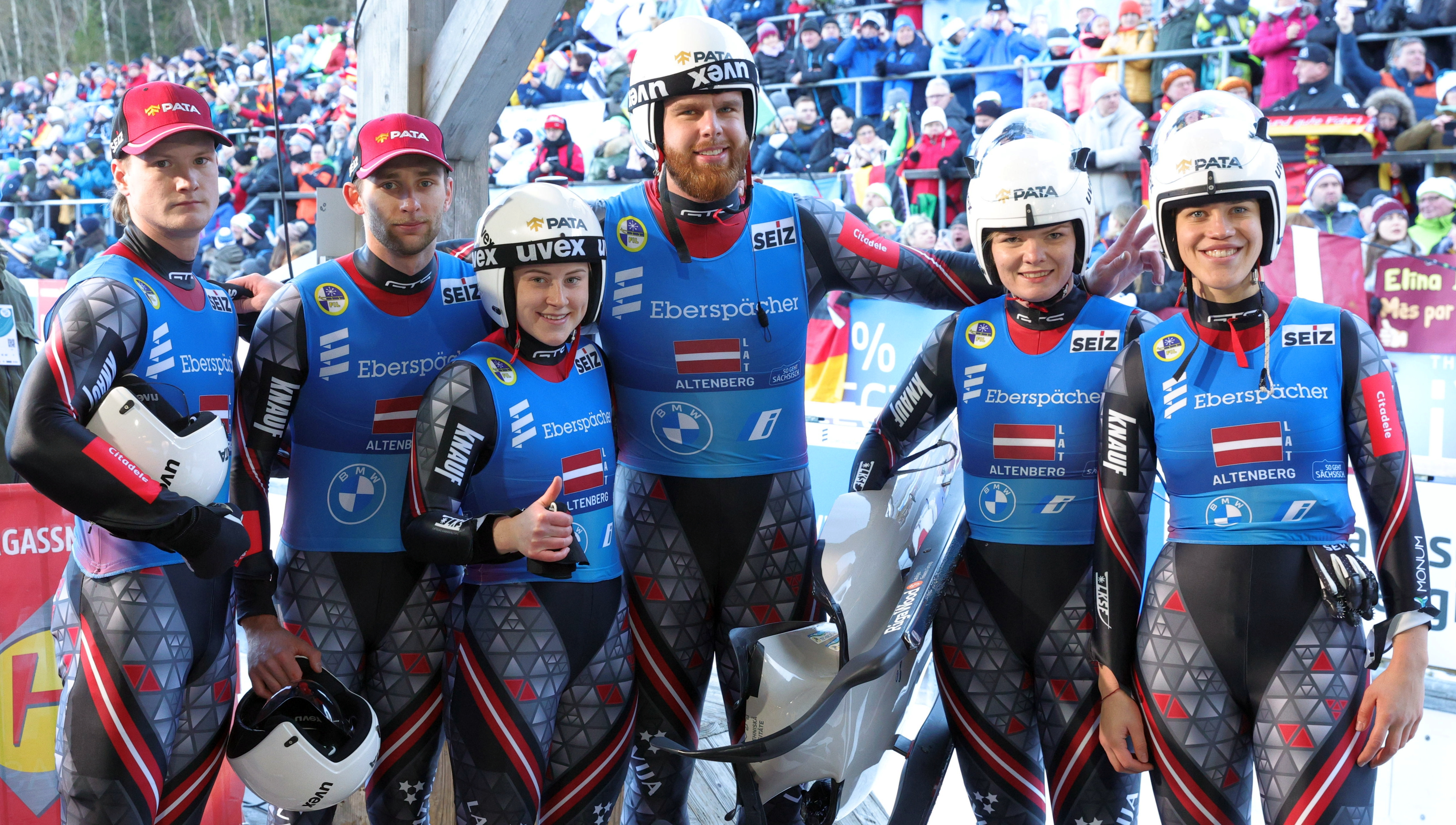
Bronzemedaillengewinner Team Lettland

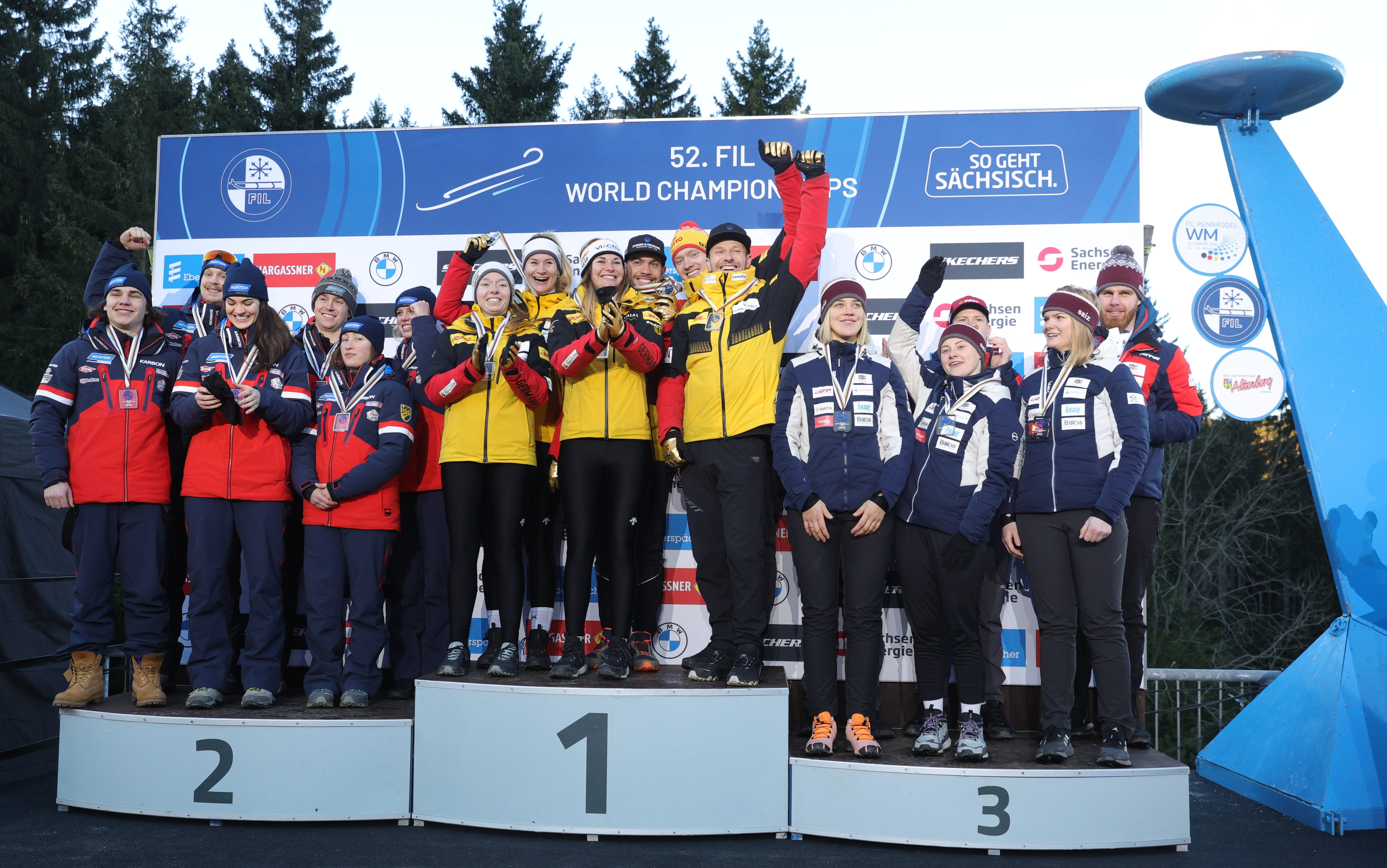
Podium

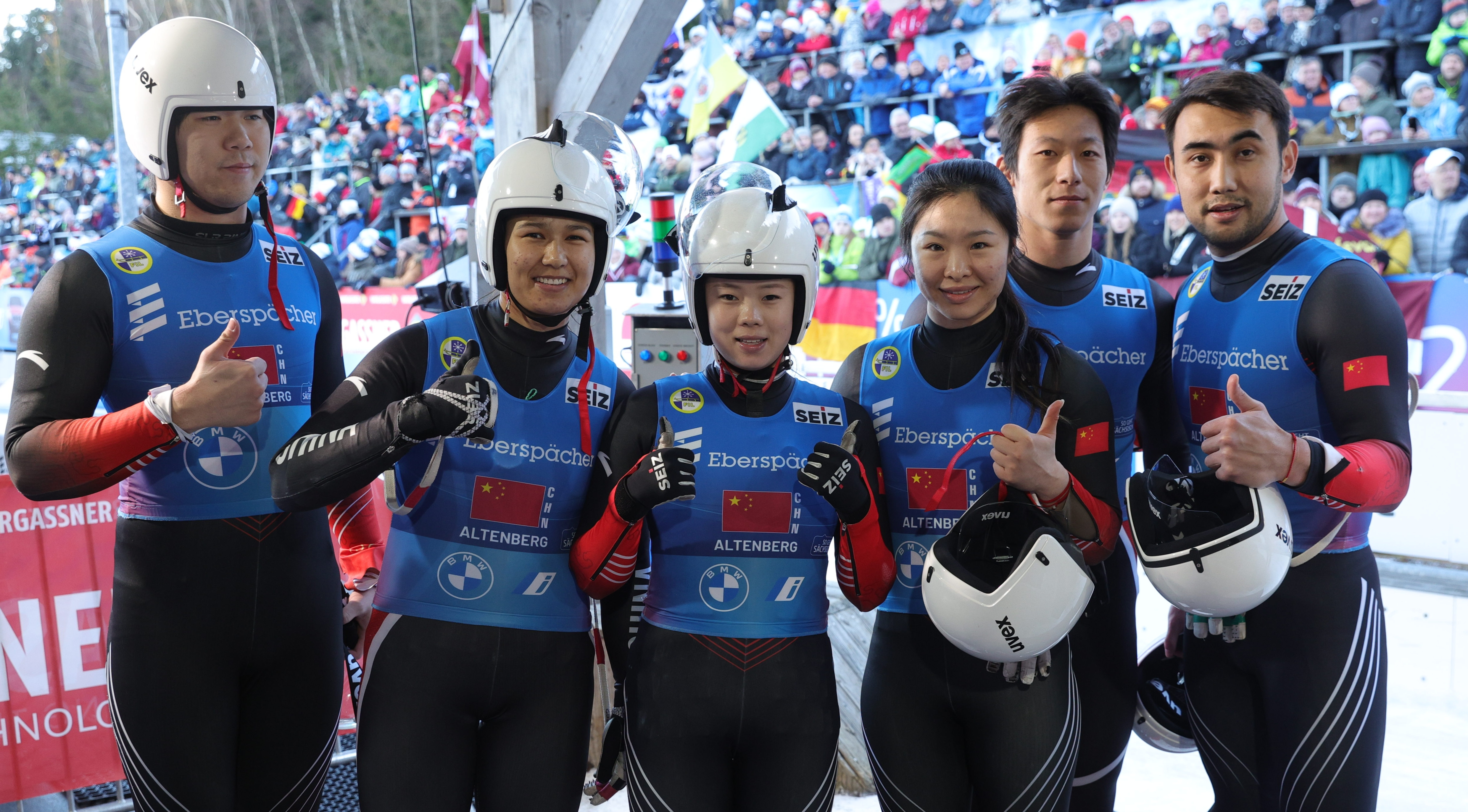
Team China überraschte mit Platz 5

| Platz | Sportler | Zeit             |
| ----- | --- | ---------------- |
| 1     | DeutschlandJulia Taubitz Tobias Wendl / Tobias Arlt Max Langenhan Dajana Eitberger / Saskia Schirmer                                 | 3:10,869 Minuten |
| 2     | Vereinigte StaatenSummer Britcher Dana Kellog / Frank Ike Tucker West Chevonne Forgan / Sophia Kirkby                                | 1:+0,358 s       |
| 3     | LettlandElīna Ieva Vītola Mārtiņš Bots / Roberts Plūme Kristers Aparjods Anda Upīte / Zane Kaluma                                    | 1:+0,406 s       |
| 4     | ItalienSandra Robatscher Ivan Nagler / Fabian Malleier Dominik Fischnaller Andrea Vötter / Marion Oberhofer                          | 1:+1,008 s       |
| 5     | Volksrepublik ChinaPeixuan Wang Saikeyi Jubayi / Shuo Hou Zhenyu Bao Adikeyoumu Gulijienaiti / Jiaying Zhao                          | 1:+3,544 s       |
| 6     | ÖsterreichLisa Schulte Juri Gatt / Riccardo Schöpf Nico Gleirscher Selina Egle / Lara Kipp                                           | 1:+3,776 s       |
| 7     | PolenKlaudia Domaradzka Wojciech Chmielewski / Jakub Kowalewski Mateusz Sochowicz Nikola Domowicz / Dominika Piwkowska               | 1:+3,887 s       |
| 8     | UkraineJulianna Tunyzka Ihor Hoj / Nasarij Katschmar Anton Dukatsch Olena Stezkiw / Olseksandra Moch                                 | 1:+4,233 s       |
| 9     | RumänienIoana-Corina Buzatoiu Tudor-Ștefan Handaric / Sebastian Motzca Valentin Crețu Raluca Strămăturaru / Mihaela-Carmen Manolescu | 1:+5,074 s       |

## Medaillenspiegel
| Platz  | Land               |   |   |   |    |
| ------ | ------------------ | - | - | - | -- |
| 1      | Österreich         | 4 | 3 | 2 | 9  |
| 2      | Deutschland        | 3 | 2 | 2 | 7  |
| 3      | Lettland           | 1 | 2 | 4 | 7  |
| 4      | Italien            | 1 | 0 | 0 | 1  |
| 5      | Vereinigte Staaten | 0 | 1 | 1 | 2  |
| 6      | Schweiz            | 0 | 1 | 0 | 1  |
| Gesamt | Gesamt             | 9 | 9 | 9 | 27 |

Für die Rennen in der klassischen Disziplin (Einsitzer der Frauen und Männer sowie Doppelsitzer der Frauen und Männer) wurde zudem eine U23-Weltmeisterschaftswertung durchgeführt.
| Platz  | Land               |   |   |   |    |
| ------ | ------------------ | - | - | - | -- |
| 1      | Deutschland        | 2 | 0 | 1 | 3  |
| 2      | Österreich         | 2 | 0 | 0 | 2  |
| 3      | Lettland           | 0 | 2 | 0 | 2  |
| 4      | Italien            | 0 | 1 | 1 | 2  |
| 4      | Vereinigte Staaten | 0 | 1 | 1 | 2  |
| 6      | Tschechien         | 0 | 0 | 1 | 1  |
| Gesamt | Gesamt             | 4 | 4 | 4 | 12 |